# Lịch sử Chelsea F.C.
Đây là chủ đề về  Lịch sử của Chelsea Football Club, một câu lạc bộ bóng đá Anh có trụ sở tại Fulham, Tây Luân Đôn. Về thông tin chung của câu lạc bộ, xem tại Chelsea F.C.
Được thành lập năm 1905, Chelsea nhanh chóng có được danh tiếng từ việc ký hợp đồng với những cầu thủ có tiếng và thu hút được đông đảo khán giả tới sân, nhưng lại không thể giành được một danh hiệu lớn nào trong 50 năm đầu tiên. Họ có ba mươi trong số bốn mươi mùa giải đầu tiên chơi bóng tại First Division, mặc dù thường xuyên kết thúc ở giữa bảng xếp hạng hoặc cuộc chiến chống xuống hạng. Lần gần nhất Chelsea tới gần với thành công là tại FA Cup; họ là á quân năm 1915 và để thua trong các trận bán kết 1911, 1920, 1932, 1950 và 1952. Sự ngụp lặn cuối cùng cũng được phá vỡ bởi huấn luyện viên Ted Drake, người đã đưa ra một loạt thay đổi tại câu lạc bộ và dẫn dắt Chelsea vô địch quốc gia năm 1955.
Giai đoạn 1963–72 chứng kiến Chelsea thường xuyên tranh chấp các danh hiệu lần đầu tiên trong lịch sử, mặc dù họ một vài lần bất thành. League Cup lần đầu năm 1965, FA Cup năm 1970 và UEFA Cup Winners' Cup năm 1971; họ cũng giành ngôi á quân FA Cup năm 1967 và á quân League Cup 1972. Những vấn đề bắt đầu xảy ra ở thập niên kế tiếp, chủ yếu là do tham vọng phát triển sân Stamford Bridge, đưa câu lạc bộ gần như đến bờ vực phá sản, trước khi hồi sinh dưới thời John Neal vào giữa những năm 1980 khi câu lạc bộ vô địch Second Division để trở lại với giải đấu cao nhất.
Sự hồi sinh tiếp tục dưới thời Ruud Gullit và Gianluca Vialli từ 1996 tới 2000 chứng kiến Chelsea vô địch FA Cup năm 1997 và 2000, League Cup và UEFA Cup Winners' Cup năm 1998, và giành quyền tham dự Champions League lần đầu trong lịch sử; câu lạc bộ luôn nằm trong sáu đội đứng đầu Premier League trong suốt 20 năm từ mùa 1995–96. Năm 2003, Chelsea được mua lại bởi tỉ phú người Nga Roman Abramovich, mở ra một kỷ nguyên thành công hiện tại. José Mourinho dẫn dắt đội bóng dành hai chức vô địch quốc gia, một FA Cup và hai League Cup trong ba mùa giải. Câu lạc bộ bổ sung thêm một chiếc FA Cup năm 2009, và sau đó là Cú đúp danh hiệu VĐQG và FA Cup năm 2010. Dưới sự quản lý của cựu cầu thủ Roberto Di Matteo, câu lạc bộ giành chiếc FA Cup thứ bảy năm 2012, trước khi giành danh hiệu UEFA Champions League đầu tiên.

## Trước 1905
Năm 1896, Henry Augustus "Gus" Mears, một doanh nhân mê bóng đá, cùng với anh trai, Joseph Mears, dự định mua Stamford Bridge Athletics Ground ở Fulham, Tây Luân Đôn, với ý định tổ chức các trận bóng đá hàng đầu tại đó, mặc dù họ phải chờ tới tận năm 1904 mới giành được quyền sử dụng, khi người chủ trước qua đời. Họ đã thất bại trong việc thuyết phục Fulham Football Club sử dụng sân bóng làm sân nhà của họ sau những bất đồng về tiền thuê, vì thế Mears quyết định bán cho Great Western Railway Company, những người muốn sử dụng khu đất ở đây để khai thác than. Người đồng nghiệp của Mears là Fred Parker đã rất khó nhọc trong việc thuyết phục ông. Parker sau đó đã kể lại những gì xảy ra tiếp đó:
| “ | Cảm thấy thật buồn khi sân bóng cũ không còn nữa, tôi theo đi chậm chạp bên cạnh ông ấy thì còn chó của ông ấy, nó bất ngờ từ phía sau cắn tôi một cái đau điếng dù qua một lớp tất xe đạp của tôi, máu ròng ròng chảy ra. Tôi nói với chủ của nó "Con chó chết tiệt của ông nó cắn tôi này!" rồi chìa ra cho ông ấy, thay vì tỏ ra quan ngại ông ấy lại điềm nhiên đáp, "Cái giống chó sục Scotland ấy mà nó luôn cắn trước khi nó sủa." Câu nhận xét phi lý ấy làm tôi phì cười mặc dù tôi đang phải đi bằng một chân và cảm giác máu vẫn còn đang chảy ra, tôi cười và nói với ông ấy rằng ông ấy là một "người lạnh lùng nhất" mà tôi từng gặp. Một lúc sau ông ấy làm tôi bất ngờ khi vỗ vào vai tôi và nói, "Ông bạn chịu đựng vết cắn tốt đấy, hầu hết mọi người sẽ phát điên lên vì nó. Nghe này, tôi sẽ bên ông; đừng để tâm đến người khác. Hãy đến hiệu thuốc rồi chữa cái vết cắn đi và gặp tôi ở đây lúc 9 giờ sáng mai chúng ta sẽ bận rộn đấy". | ” |

Trong một khoảnh khắc, Mears đã đổi ý và quyết định nghe theo lời khuyên của Parker tự thành lập một câu lạc bộ để thi đấu tại Stamford Bridge.

## Những năm đầu (1905–15)

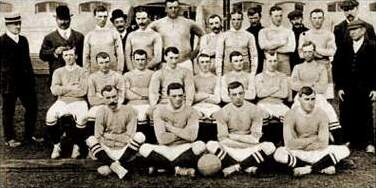
Đội hình Chelsea năm 1905.

Chelsea Football Club được thành lập ngày 10 tháng 3 năm 1905 tại quán rượu The Rising Sun, (bây giờ là The Butcher's Hook) đối diện với cổng chính của sân ngày nay trên đường Fulham Road. Do đã có một đội mang tên Fulham trong quận, tên của quận bên cạnh, Metropolitan Borough of Chelsea, đã được lựa chọn sau khi những cái tên London FC, Kensington FC và Stamford Bridge FC bị bác bỏ. Áo màu xanh được lựa chọn bởi Mears, giống màu xe ngựa của Lord Chelsea, cùng với quần trắng và tất xanh đậm.
Chelsea ban đầu cân nhắc việc tham dự Southern League, nhưng đã bị từ chối do phản đối của Fulham và Tottenham Hotspur, nên họ đành gia nhập Football League. Đơn gia nhập của họ được thông qua tại Đại hội cổ đông Football League ngày 29 tháng 5 năm 1905; bài phát biểu của Parker là cực kỳ quan trọng, nhấn mạnh về sự ổn định tài chính của câu lạc bộ mới, một sân vận động mới ấn tượng và các cầu thủ ngôi sao như William "Fatty" Foulke, thủ môn nặng 22 stone người giành một chức vô địch quốc gia và hai FA Cup cùng với Sheffield United.
Tiền vệ quốc tế 28 tuổi người Scotland John Robertson được thuê làm cầu thủ kiêm huấn luyện viên. Câu lạc bộ bắt đầu với việc tuyển mộ những cầu thủ từ các câu lạc bộ khác; cùng với Foulke, Chelsea ký hợp đồng với cặp tiền đạo Jimmy Windridge và Bob McRoberts từ Small Heath, và Frank Pearson từ Manchester City. Chelsea trận đấu đầu tiên tại giải quốc gia là chuyến làm khách tới Stockport County ngày 2 tháng 9 năm 1905. Họ để thua 1–0. Trận đấu sân nhà đầu tiên là gặp Liverpool trong một trận gia hữu. Họ thắng 4–0. Robertson cũng là người ghi bàn thắng chính thức đầu tiên cho Chelsea, trong chiến thắng 1–0 trước Blackpool.

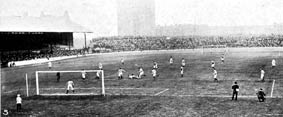
Chelsea đánh bại West Brom trên sân Stamford Bridge vào tháng 9 năm 1905.

Chelsea xuất sắc kết thúc ở vị trí thứ 3 tại Second Division ngay trong muà giải đầu tiên của họ, nhưng Robertson dần nhận thấy vị trí của mình bị ảnh hưởng do sự can thiệp của ban lãnh đạo. Ông mất quyền lựa chọn nhân sự vào tháng 11 năm 1905, và tới tháng Giêng 1907 ông chuyển tới Glossop. Thư ký của câu lạc bộ William Lewis nắm quyền tạm thời và đưa đội bóng lên hạng vào cuối màu giải nhờ những bàn thắng của Windridge và George "Gatling Gun" Hilsdon. Sau này trở thành người đầu tiên trong số tiền đạo thành công chơi cho Chelsea; ông ghi 5 bàn trong mùa ra mắt và 27 bàn trong mùa giải lên hạng trên con đường trở thành cầu thủ đầu tiên ghi được 100 bàn thắng cho câu lạc bộ.

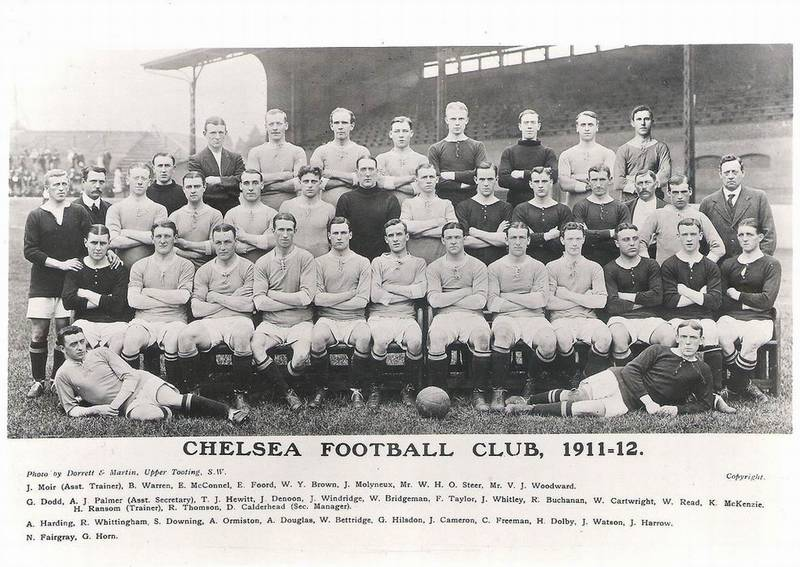
Toàn bộ đội Chelsea cho mùa giải 1911–12.

Lewis sau đó được kế nhiệm bởi David Calderhead, người dẫn dắt Chelsea trong 26 năm tiếp theo. Những mùa đầu câu lạc bộ không được thành công cho lắm, lên xuống hạng giữa hạng Nhất và hạng Nhì. Họ xuống hạng vào mùa 1909–10, lên hạng mùa 1911–12 và lại kết thúc ở vị trí thứ 19 mùa 1914–15, mùa giải cuối cùng của bóng đá Anh trước khi tạm dừng do Thế chiến thứ nhất. Câu lạc bộ lẽ ra là phải xuống hạng, nhưng khi trở lại năm 1919 giải đấu mở rộng lên 22 đội nên Chelsea lại được lựa chọn cho First Division.
Năm 1915, dưới cái bóng của Thế chiến thứ nhất, Chelsea lần đầu vào chung kết FA Cup, còn được gọi lại chung kết "Khaki" Cup, do một lượng lớn binh lính mang đồng phục dự khán trận đấu. Trận đấu gặp Sheffield United được tổ chức trong một không khí ảm đạm trên sân Old Trafford ở Manchester để tránh đổ vỡ ở Luân Đôn. Chelsea, trừ tiền đạo nghiệp dư hàng đầu của họ, Vivian Woodward, những người còn lại được giữ nguyên vị trí cho trận chung kết, họ dường như mất bình tĩnh trong trận này và bị vượt trội trong phần lớn trận đấu. Sai lầm của thủ môn Jim Molyneux giúp United mở tỉ số trước khi kết thúc hiệp một, the Blues cần cự cho tới 6 phút cuối cùng của trận chung kết, khi đối thủ của họ ghi thêm hai bàn thắng ấn định tỉ số 3–0.
Mặc dù vận mệnh đội bóng sóng gió, nhưng Chelsea là một trong những đội có cổ động viên tốt nhất cả nước, người hâm mộ bọ thu hút bởi lối đá tấn công đẹp mắt và những cầu thủ ngôi sao, đặc biệt là tiền vệ Ben Warren và tiền đạo Bob Whittingham. Câu lạc bộ có lượng trung bình khán giả tới sân cao nhất nước Anh mùa 1907–08, 1909–10, 1911–12, 1912–13 và 1913–14. Với 67,000 khán giả trong trận đấu tại giải quốc gia gặp Manchester United vào ngày Good Friday 1906, đã thiết lập kỷ lục của Luân Đôn khi đó. 55,000 khán giả tới sân trong trận derby Luân Đôn tại giải đấu cao nhất, gặp Woolwich Arsenal, một kỷ lục tại First Division. 77,952 là số khán giả có mặt trên sân tại vòng 4 FA Cup gặp Swindon ngày 13 tháng 4 năm 1911.

## Giữa hai cuộc chiến
1919–20, mùa giải đầu tiên sau chiến tranh là một mùa giải thành công nhất của Chelsea thời điểm ấy. Với 24 bàn thắng của tiền đạo Jack Cock, một cầu thủ mới của câu lạc bộ, họ kết thúc ở vị trí thứ ba tại giải quốc gia – đó là thành tích tốt nhất của một câu lạc bộ Luân Đôn – và lọt tới bán kết FA Cup, chỉ chịu thua trước đội vô địch Aston Villa, qua đó để lỡ mất cơ hội được thi đấu chung kết trên sân Stamford Bridge. Câu lạc bộ xuống hạng sau đó vào mùa 1923–24 và tới bốn trong năm mùa tiếp theo bỏ lỡ cơ hội lên hạng khi kết thúc ở các vị trí thứ năm, thứ ba, thứ tư rồi lại thứ ba. Những thời gian phục vụ dài của những trụ cột như Willie Ferguson, Tommy Law và Andy Wilson, Chelsea cuối cùng cũng lên lại First Division vào mùa 1929–30, sau đó thì trụ lại ở đó 32 năm tiếp theo.

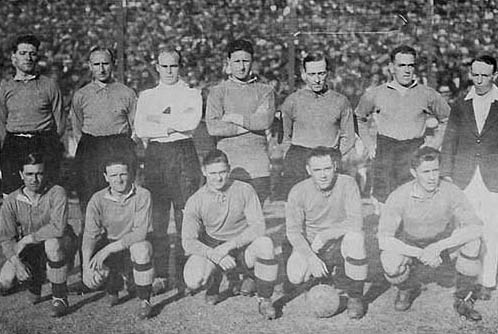
Đội hình Chelsea FC trong chuyến du đấu tại Argentina năm 1929.

Với việc lên hạng năm 1930, câu lạc bộ chi ra £25,000 ($49,000) cho ba cầu thủ có tên tuổi người Scotland Hughie Gallacher, Alex Jackson và Alec Cheyne. Gallacher là một trong những tài năng lớn nhất của thời cầu thủ này, được biết đến với khả năng săn bàn và là đội trưởng của Newcastle vô địch mùa 1926–27. Ông và Jackson đều là thành viên của Wembley Wizards (có cả Law), khi tuyển Scotland đã hạ Anh 5–1 trên sân Wembley vào năm 1928.
Tuy nhiên, mặc dù đội bóng có để lại những điểm nhấn, như chiến thắng 6–2 trước Manchester United và một chiến thắng 5–0 trước Sunderland, nhưng không một ai trong số bộ ba này đáp ứng đúng với nhu cầu mà câu lạc bộ mong muốn. Gallacher là cầu thủ ghi bàn hàng đầu của Chelsea trong cả bốn mùa, ghi được tất cả 81 bàn, nhưng thời gian ông ở Tây Luân Đôn liên tiếp dính tới những rắc rối cá nhân, bị treo giò dài hạn bởi thói vô kỷ luật bao gồm cả một án treo giò hai tháng vì chửi trọng tài. Jackson và Cheyne phải cạnh tranh cho vị trí ở câu lạc bộ và không thể tìm lại những vinh quang đã giành được trước đó. Bộ ba này thi đấu chưa tới 300 trận trong thời gian họ ở lại câu lạc bộ và tới năm 1936 tất cả tời đi để lại một mất mát đáng kể về mặt tàu chính cho câu lạc bộ. Nỗi thất vọng của họ mang những sai sót của Chelsea trong suốt một thập kỷ, trong đó là những kết quả và phong độ không xứng với tên tuổi của các cầu thủ chơi tại câu lạc bộ. Số tiền bỏ ra dường như là dành cho những cầu thủ không phù hợp đặc biệt là hàng tấn công, trong khi ấy lại bỏ dở đi hàng phòng ngự.
FA Cup là danh hiệu gần nhất mà câu lạc bộ có thể chạm tới. Năm 1932, có những chiến thắng ấn tượng trước Liverpool và Sheffield Wednesday, trước khi bị loại bởi Newcastle United ở bán kết. Tommy Lang đưa Newcastle vươn lên dẫn trước 2–0, trước khi Gallacher gỡ lại một bàn cho Chelsea. The Blues sau đó vây hãm khung thành của United trong hiệp hai, nhưng không thể xuyên thủng được mành lưới Geordies đã vào chung kết và nâng cao chức vô địch.
Calderhead ra đi năm 1933 và được thay thế bởi Leslie Knighton, nhưng việc bổ nhiệm cho thấy một chút thay đổi trong vận mệnh của Chelsea. Trong một thập niên đó câu lạc bộ mang về những cầu thủ như Tommy Law, Sam Weaver, Syd Bishop, Harry Burgess, Dick Spence và Joe Bambrick, tất cả đều là cầu thủ quốc tế, nhưng chỉ kết thúc ở vị trí cao nhất là thứ tám tại giải quốc gia. Trớ trêu thay, hai cầu thủ đáng tin cậy nhất của câu lạc bộ trong suốt thập niên đó lại không mất một đồng phí chuyển nhượng nào: thủ mônVic Woodley, người có 19 lần liên tiếp khoác áo đội tuyển Anh, và tiền đạo trung tâm George Mills, cầu thủ đầu tiên ghi 100 bàn tại giải quốc gia cho Chelsea. Họ từng thoát xuống hạng sau hai lần hơn đội xuống hạng hai điểm vào các mùa 1932–33 và 1933–34, và chỉ hơn một điểm mùa 1938–39. Một giải đấu cúp được cho là hứa hẹn năm 1939, khi vượt qua Arsenal và Sheffield Wednesday, nhưng cuối cùng lại để thua Grimsby Town trên sân nhà tại tứ kết.
Câu lạc bộ tiếp tục là một trong những câu lạc bộ có cổ động viên tốt nhất. Trong chuyến viếng thăm của Arsenal ngày 12 tháng 10 năm 1935 có 82,905 khán giả tới sân Stamford Bridge, hiện vẫn đang là kỷ lục của câu lạc bộ và cao thứ hai trong lịch sử giải quốc gia Anh. Có tới gần 50,000 khán giả tới xem trận ra mắt trên sân nhà của Gallacher và Jackson. Năm 1939, sau khi không thể đưa câu lạc bộ tới thành công trên sân đấu, Knighton ra đi. Ông được thay thế bởi cựu huấn viên Queens Park Rangers người Scotland, Billy Birrell.
Nam 1937, Chelsea tranh tài tại giải đấu "Arts et Techniques dans la Vie moderne" ở Paris đối đầu với những câu lạc bộ hàng đầu thời điểm đó, Austria Wien, Bologna và Slavia Prague, qua đó trở thành câu lạc bộ Anh đầu tiên tham dự một giải đấu quốc tế. Chelsea lọt vào tới chung kết giải, nơi họ để thua nhà vô địch Italia Bologna.

## Thế chiến, Dynamo và hệ thống đào tạo trẻ mới (1940–52)
Birrell được bổ nhiệm làm huấn luyện viên Chelsea một thời gian ngắn trước Thế chiến thứ hai. Sau ba trận đấu mùa 1939–40, bóng đá đỉnh cao bị tạm ngừng ở Anh trong thời kì xung đột, điều đó có nghĩa tất cả các trận đấu vào thời chiến đều diễn ra không chính thức. Chelsea tranh tài ở một chuỗi các giải khu vực, giống như các đội bóng khác, đội hình của họ bị suy giảm nghiêm trọng do chiến tranh (chỉ có hai thành viên của Chelsea mùa giải 1938–39 thi đấu lại). Câu lạc bộ vì thế ra sân với những cầu thủ "khách mời", phần lớn là những người có tiếng như Matt Busby, Walter Winterbottom và Eddie Hapgood. Họ cũng tranh tài tại Football League War Cup, họ có trận ra mắt trên sân Wembley, để thua 1–3 trước Charlton Athletic trong trận chung kết năm 1944, và đánh bại Millwall 2–0 một năm sau đó trước 80,000 khán giả. Sau trận đấu, John Harris trở thành đội trưởng Chelsea đầu tiên nâng cúp trên sân Wembley, nhận cúp từ Thủ tướng Winston Churchill.
Tháng 10, 1945, khi thế chiến vừa kết thúc, các cơ quan bóng đá Anh tìm cách để chào mừng sự trở lại của các trận đấu thời bình. Như là một đại sứ thiện chí, Dinamo Moskva, đương kim vô địch Liên Xô, thực hiện chuyến du đấu ở Vương quốc Anh và thi đấu trên sân nhà của một vài câu lạc bộ, trong đó có Chelsea. Trận đấu diễn ra vào ngày 13 tháng 11 tại Stamford Bridge Chelsea mặc chiếc áo sọc đỏ lạ mắt do có màu áo cùng màu với mùa áo xanh của Dynamo. Trước khi trận đấu diễn ra, các cầu thủ Dynamo đã tặng những bó hoa cho các cầu thủ đối phương. Các cầu thủ Nga đã gây bất ngờ cho người xem bằng tài năng và sự ngoan cường bằng việc ngược dòng từ 0–2 rồi gỡ hòa 3-3 sau khi bị dẫn lại 2–3. Ước tính có tới 100,000 người đã có mặt để theo dõi, với hàng ngàn người vào sân một cách bất hợp pháp. Đó là số lượng khán giả lớn nhất từng ghi nhận tại Stamford Bridge. Khán giả theo dõi trận đấu ở bất cứ chỗ nào có thể, cả trên đường đua chó và trên nóc khán đài.

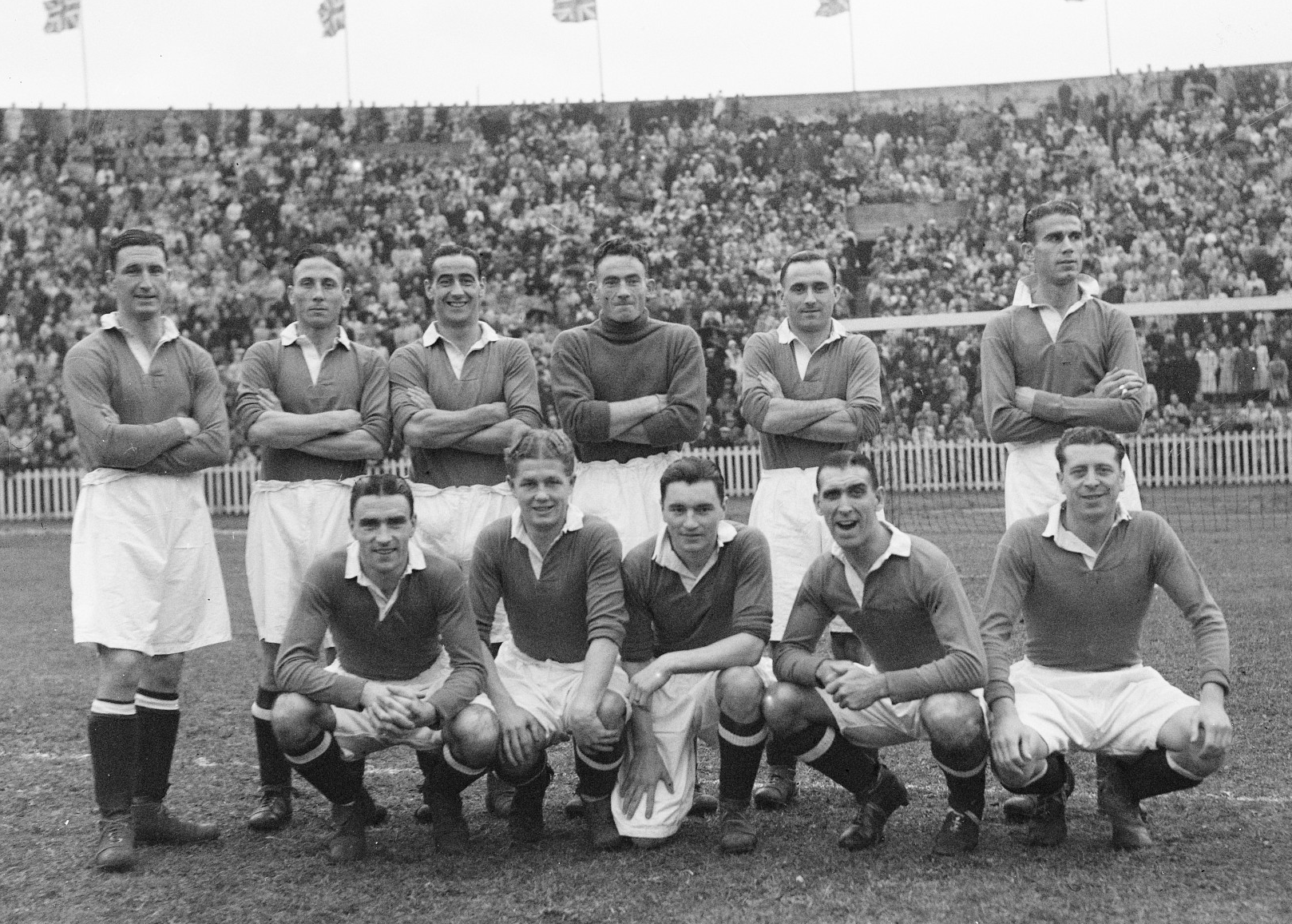
Đội hình Chelsea FC tháng 11 năm 1947

Sau chiến tranh, Chelsea tiếp tục chi tiêu mạnh, và lại mua về ba tiền đạo lớn khác, lần này là Tommy Lawton, Len Goulden và Tommy Walker, với giá khoảng £22,000. Bộ ba này đạt được cả hai mục tiêu là bàn thắng và sự giải trí – Lawton thiết lập một kỷ lục mới của câu lạc bộ ghi 26 bàn trong 34 trận đấu tại giải quốc gia mùa 1946–47 – nhưng Chelsea chỉ kết thúc ở vị trí thứ 15 mùa giải đó và chưa từng xếp trên vị trí thứ 13 dưới thời Birrell. Sau những bất đồng với Birrell, Lawton bị bán cho Notts County với giá £20,000; thay thế cho ông là Roy Bentley, từ Newcastle United với giá £11,500 năm 1948.
Năm 1950 chứng kiến Chelsea đi sâu tại FA Cup. Sau khi đánh bại Manchester United 2–0 trong một trận tứ kết rộn ràng, họ để hòa đối thủ cùng thành phố Arsenal tại White Hart Lane. Hai bàn thắng của Bentley giúp Chelsea kiểm soát trận đấu, nhưng một bàn thắng may mắn của Arsenal (thủ môn của Chelsea đã phán đoán sai sau một pha phạt góc và đã đấm bóng về lưới nhà) trước khi hiệp một khép lại đã thay đổi tình thế trận đấu. Arsenal gỡ hòa 15 phút trước hết giờ và đánh bị họ 1–0 trong trận đá lại.
Một năm sau, Chelsea suýt phải xuống hạng: khi mùa giải chỉ còn bốn trận, họ kém nhóm trụ hạng 6 điểm, đang ở dưới đáy bảng xếp hạng, và đang trong chuỗi 14 trận không biết mùi thắng lợi. Sau khi bất ngờ giành chiến thắng ba trận đầu tiên, Chelsea tới trận đấu cuối cùng với nhiệm vụ cần phải thắng Bolton Wanderers và hy vọng một trận đấu sòng phẳng giữa hai ứng cử viên xuống hai Everton và Sheffield Wednesday. Chelsea thắng 4–0 và Wednesday đánh bại Everton 6–0, qua đó Chelsea trụ hạng thành công với tỷ số bàn thắng là 0.044. Năm 1952, Chelsea một làn nữa gặp Arsenal ở bán kết FA Cup sau trận hòa 1–1 ở trận đấu đầu tiên, và lại để thua 3–0 trong trận đá lại. Birrell không lâu sau đó từ chức.
Đóng góp lớn nhất của Birrell cho Chelsea là bên ngoài sân cỏ. Trong những nỗ lực chống lại sự leo thang của giá chuyển nhượng trong bóng đá, ông đã giám sát một chương trình tìm kiếm vào đào tạo cầu thủ trẻ mới, đứng đầu là các cựu cầu thủ Dickie Foss, Dick Spence và Jimmy Thompson, những người sau này đã chứng kiến việc câu lạc bộ tự sản sinh ra các cầu thủ. Chính sách này đã cung cấp nòng cốt cho đội một của Chelsea trong ba thập niên tiếp theo, những cầu thủ như Jimmy Greaves, Bobby Smith, Peter Osgood, Peter Bonetti, Ray Wilkins, Ron Harris, Bobby Tambling, Alan Hudson, Terry Venables và John Hollins.

## Ted Drake: Hiện đại hóa và chức vô địch (1952–61)
Năm 1952, cựu tiền đạo Arsenal và đội tuyển Anh Ted Drake được bổ nhiệm làm huấn luyện viên. Một trong nhữg "huấn luyện viên áo vest" đầu tiên người luôn bắt tay các cầu thủ và chúc họ "mọi điều tốt nhất" trước mỗi trận đấu, Drake tiến hành hiện đại hóa câu lạc bộ, cả trong và ngoài sân cỏ. Một trong những động thái đầu tiên là loại bỏ hình ảnh người hưu trí Chelsea ra khỏi cuốn thông tin trận đấu và biệt danh cũ của câu lạc bộ cũng không còn nữa. Kể từ đó họ được biết đến là the Blues. Họ cũng cho ra mắt mẫu biểu trưng mới "sư tử đứng chồm hai chân trước".
Ông cải thiện chương trình tập luyện, đưa việc tập với bóng vào các buổi tập luyện, một phương pháp huấn luyện hiếm gặp ở Anh thời điểm đó; hệ thống tìm kiếm và đào tạo trẻ của người tiền nhiệm được mở rộng và ông đã bỏ đi chính sách chuyển nhượng cũ của cầu lạc bộ là mua về những cầu thủ ngôi sao mà thay vào đó là mua những cầu thủ ít nổi nhưng phù hợp từ các hạng đấu thấp hơn. Ông cũng kêu gọi các cổ động viên luôn ủng hộ và đằng sau đội bóng. Những năm đầu của Drake không như hứa hẹn, Chelsea kết thúc ở vị trí thứ 19 và chỉ hơn một điểm so với nhóm xuống hạng ở mùa đầu tiên và xếp thứ 8 ở mùa thứ hai của ông.
Mùa giải 1954–55, là năm kỷ niệm 50 năm thành lập của câu lạc bộ, mọi thứ thay đổi. Câu lạc bộ bất ngờ giành chức vô địch First Division với một đội hình không được đánh giá cao. Với thủ môn Charlie 'Chic' Thomson, cầu thủ nghiệp dư Derek Saunders và Jim Lewis, tiền vệ trung tâm Johnny "Jock" McNichol, cầu thủ chạy cánh Eric "Rabbit" Parsons và Frank Blunstone, hậu vệ Peter Sillett và huấn luyện viên tương lai của tuyển Anh Ron Greenwood ở trung tâm hàng phòng ngự, cùng với đó là những cầu thủ cũ của câu lạc bộ, hậu vệ phải Ken Armstrong, hậu vệ trái Stan Willemse và trung vệ cựu binh John Harris. Có lẽ ngôi sao duy nhất của đội bóng là đội trưởng, tay săn bàn hàng đầu (với 21 bàn tại giải quốc gia) và là tuyển thủ của đội tuyển Anh Roy Bentley.

Trong thời gian Ted Drake nhậm chức huấn luyện viên, biểu trưng cũ của câu lạc bộ là người hưu trí Chelsea được loại bỏ và thay vào đó là "Lion Rampant Regardant"

Chelsea khởi đầu mùa giải giống như cái cách mà họ kết thúc trước đó, với bốn trận thua liên tiếp, trong đó có một trận thua rùng mình 5–6 trước Manchester United, khiến họ chỉ có vị trí thứ 12 vào tháng 11. Kể từ đó họ có chuỗi trận khó tin, chỉ để thua 3 trong 25 trận tiếp theo và giành chức vô địch trước một vòng đấu sau chiến thắng 3–0 trước Sheffield Wednesday vào Ngày St George's. Chìa khóa của thành công là hai chiến thắng trước đối thủ cạnh tranh trực tiếp và là á quân Wolverhampton Wanderers. Đầu tiên là chiến thắng kịch tính 4–3 tại Molineux – một trận đấu mà Chelsea bị dẫn 2–3 trước khi bước vào thời gian bù giờ – và chiến thắng 1–0 trên sân Stamford Bridge vào tháng 4, Sillett được quả phạt đền sau khi đội trưởng Wolves Billy Wright dùng tay đấm bóng vọt xà.
Chelsea giành được 52 điểm mùa giải đó và trở thành một trong những đội giành chức vô địch với số điểm ít nhất kể từ sau Thế chiến thứ nhất. Trong trận đấu cuối cùng của mùa giải, Chelsea, khi ấy đã là nhà vô địch, được Những đứa trẻ của Busby Manchester United của Matt Busby xếp hàng chào danh dự. Mùa giải đó cũng chứng kiến cú ăn bốn duy nhất, với đội dự bị, 'A' và đội trẻ vô địch những giải đấu mà họ tham dự.
Vô địch Championship nên Chelsea trở thành câu lạc bộ đầu tiên của Anh tham dự mùa mở màn giải European Champions' Cup diễn ra ở mùa giải sau đó. Họ được bốc thăm gặp đội vô địch Thụy Điển Djurgårdens IF ở vòng một. Tuy nhiên Chelsea bị từ chối cho tham dự do sự can thiệp của Football League và FA, rất nhiều thành viên lãnh đạo đã phản đối ý tưởng và cho rằng các giải quốc nội là có địa vị cao nhất, vì thế câu lạc bộ bị thuyết phục rằng phải rút lui. Chelsea đã thi đấu một trận giao hữu tranh chức vô địch Vương quốc Anh không chính thức khi gặp đội vô địch Scotland Aberdeen, trận đó Aberdeen thắng. Chelsea đã trao một chiếc đĩa với biểu trưng của câu lạc bộ cho Aberdeen như là một phần thưởng.
Chelsea đã không thể tiếp tục thành công trong việc cạnh tranh danh hiệu, họ kết thúc thất vọng ở vị trí thứ 16 mùa giải tiếp theo. Đội hình các cầu thủ dần có tuổi kèm theo đó là câu lạc bộ thường chỉ xếp ở giữa bảng xếp hạng; một điểm sáng hiếm hoi trong giai đoạn này là sự xuất hiện của tay săn bàn sáng giá Jimmy Greaves, người ghi được 122 bàn thắng tại giải quốc gia trong bốn mùa giải. Cùng với Greaves, là một loạt các cầu thủ trẻ đầy hứa hẹn khác, còn được gọi là Những chú vịt con của Drake, xuất hiện ở đội một, do thiếu kinh nghiệm nên kết quả thi đấu rất thất thường. Một trong những nỗi thất vọng của câu lạc bộ trong giai đoạn này là bị loại ở FA Cup ngay từ vòng ba bởi đội Fourth Division, Crewe Alexandra, vào tháng 1 năm 1961. Khi Greaves được bán cho Milan vào tháng 6 năm 1961 kết quả thi đấu của câu lạc bộ vàng bết bát khi thiếu đi những bàn thắng của ông. Drake bị sa thải vào tháng 9 sau trận thua 4–0 trước Blackpool cùng với vị trí dưới đáy bảng xếp hạng của Chelsea. Ông được thay thế bởi cầu thủ kiên huấn luyện viên 33 tuổi Tommy Docherty.

## Nổi lên (1963–71)

### Tommy Docherty

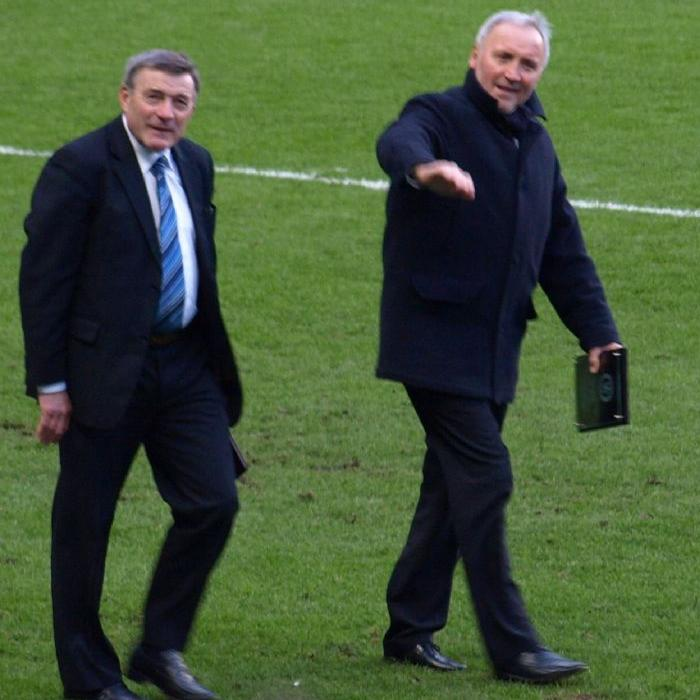
Bobby Tambling và Barry Bridges, hai cầu thủ quan trọng của Chelsea những năm 1960, ảnh chụp tại Stamford Bridge năm 2009.

Thập niên 60 chứng kiến bóng đá và phong cách độc đáo hội tụ ở trái tim của Luân Đôn; với phong cách thời trang King's Road. Các siêu sao của thời kỳ này, như Michael Caine, Steve McQueen, Raquel Welch, Terence Stamp và Richard Attenborough (cựu Chủ tịch đời sống của câu lạc bộ) thường xuyên xuất hiện tại Stamford Bridge khiến đội bóng trở thành một trong những thời trang và quyến rũ nhất trong nước. Một câu lạc bộ Chelsea của những năm 1960 có đầy đủ đẳng cấp và uy tín lần đầu được biết đến là một cái tên lớn, nhưng không thể kết hợp lợi thế ấy với những chiến thắng trên sân, dù một vài lần gần thành công.
Docherty thiết quân luật ở câu lạc bộ, bán đi nhiều cầu thủ lớn tuổi của câu lạc bộ, và thay thế họ bằng một thế hệ mới những tài năng trẻ đầy tài năng qua hệ thống đào tạo trẻ, bổ sung thêm một vài cầu thủ mới một cách khôn ngoan. Tính tới thời gian ông nắm quyền vào tháng Giêng 1962, đội bóng đã có chuẩn bị đầy đủ mọi thứ nhưng phải đối mặt với việc xuống hạng, ông đã sử dụng khoảng thời gian này để thử nghiệm và lên kế hoạch cho tương lai. Chelsea xuống hạng và trong mùa giải nắm quyền toàn mùa đầu tiên Docherty đã đưa đội bóng lên hạng sau khi là á quân Second Division, trong đó có trận thắng 1–0 trước Sunderland (một bàn thắng qua háng của Tommy Harmer) và chiến thắng 7–0 trong ngày thi đấu cuối cùng gặp Portsmouth.
Chelsea trở lại First Division với một đội hình trẻ và mới với Ron "Chopper" Harris không nhượng bộ, thủ môn Peter Bonetti, cầu thủ chạy cánh ghi bàn hàng đầu Bobby Tambling (người ghi 202 bàn là kỉ lục của Chelsea tới năm 2013), tiền vệ John Hollins, hậu vệ Ken Shellito, tiền đạo Barry Bridges, cầu thủ chạy cánh Bert Murray và đội trưởng cầu thủ kiến tạo Terry Venables, tất cả đều là sản phẩm của lò đào tạo trẻ. Cùng với đó, Docherty mua về tiền đạo George Graham, hậu vệ trái Eddie McCreadie và trung vệ thép Marvin Hinton với mức giá tối thiểu để tạo nên đội hình kim cương – Docherty gọi đội hình của ông là "những viên kim cương nhỏ" trong một phim tài liệu trên TV và cái tên đó gắn liền với họ.
Chelsea kết thúc mùa giải ở vị trí thứ năm một cách khó tin trong mùa giải đầu tiên họ trở lại với giải đấu cấp cao nhất, và tiếp đó là khả năng về một "cú ăn ba" giải quốc gia, FA Cup và League Cup, thi đấu với một phong cách bóng đá dựa trên nguồn năng lượng cao, chuyền nhanh và chiến thuật sáng tạo – họ là một trong những đội bóng Anh đầu tiên sử dụng hậu vệ chạy cánh tấn công. Chelsea tăng tốc sớm và tham gia vào cuộc đua tay ba cho chức vô địch quốc gia với Manchester United và Leeds United. League Cup giành được sau chiến thắng 3–2 ở lượt đi trước Leicester City, với một pha solo đáng nhớ của McCreadie nhưng một sự chứng minh khác biệt giữa hai đội, và trận hòa 0–0 khó nhọc trên sân Filbert Street.
Nhưng sự xung đột cũng bắt đầu xuất hiện, Docherty ngày càng xung đột với những người có tính khí mạnh trong phòng thay đồ, đặc biệt là Venables. Đội bóng bị đánh bại bởi ứng cử viên vô địch Manchester United vào tháng 3 và để thua 2–0 tại trận bán kết FA Cup trước Liverpool, mặc dù được đánh giá cao hơn. Họ vẫn leo lên vị trí đầu khi giải đấu chỉ còn bốn vòng. Docherty thiết quân luật với tám cầu thủ chủ chốt (Venables, Graham, Bridges, Hollins, McCreadie, Hinton, Murray và Joe Fascione) vì phá lệnh giới nghiêm trước trận đấu quan trọng với Burnley. Bộ khung của đội bóng lúc này chỉ còn những cầu thủ dự bị và cầu thủ trẻ, họ bị đánh bại 6–2 đóng lại cơ hội cạnh tranh chức vô địch; Chelsea cuối cùng kết thúc ở vị trí thứ ba.
Mùa giải tiếp theo cho thấy phần không kém sôi động, Chelsea cạnh tranh chức vô địch tại giải quốc gia, FA Cup và Fairs Cup. Thi đấu với số lượng trận đấu kỷ lục của câu lạc bộ khi đó 60 trận ở ba giải đấu trong những ngày mà chưa có sự thay đổi cầu thủ trong trận đấu khiến đội bóng bị ảnh hưởng nặng nề bởi lịch thi đấu. Họ kết thúc vị trí thứ năm tại giải quốc gia trong khi đó tại FA Cup, Chelsea có màn trả thù khi đánh bại đương kim vô địch Liverpool tại Anfield trên đường vào bán kết, nơi họ sẽ đối đầu với Sheffield Wednesday, tại Villa Park. Được đánh giá cơ hội cao hơn vào chung kết, đội chơi dưới sức và bị đánh bại 2–0 bởi câu lạc bộ vùng Yorkshire.
Tại Fairs Cup, họ giành chiến thắng Roma (một cuộc gặp gỡ bạo lực, trong đó huấn luyện viên Chelsea bị phục kích bởi cổ động viên Roma), 1860 Munich và Milan (lần cuối việc tung đồng xu được sử dụng sau khi hòa), và kết thúc ở bán kết sau trận thua Barcelona. Hai đội cùng giành chiến thắng 2–0 trên sân nhà và việc tung đồng xu được quyết định để xác định sân diễn ra trận đá lại, trên sân Camp Nou, Barça giành chiến thắng 5–0. Mối quan hệ của Docherty với một vài cầu thủ đi đến điểm dừng, họ quyết định rời bỏ đội bóng. Venables, Graham, Bridges và Murray tất cả đều được bán khi mùa giải kết thúc. Tiền vệ chạy cánh người Scotland Charlie Cooke gia nhập với giá £72,000, và Tommy Baldwin cũng đến như một phần trong vụ chuyển nhượng Graham. Cùng với đó nổi lên những cầu thủ từ đội trẻ trong đó có tiền đạo tuổi teen Peter Osgood.
Những vụ chuyển nhượng của Docherty bước đầu mang đến những hiệu quả. Chelsea, với Osgood là trái tim của đội bóng, đã dẫn đầu bảng xếp hạng vàp tháng 10 năm 1966, nhờ là đội duy nhất bất bại sau mười trận đấu. Nhưng khi Osgood bị gãy chân trong một trận ở League Cup khiến cho động lực đội bóng bị gián đoạn. Để thay thế Osgood, Docherty lập tức ký hợp đồng với tiền đạo Tony Hateley với mức chuyển nhượng kỷ lục của câu lạc bộ £100,000, nhưng sở trường bóng bổng của Hateley không phù hợp với phong cách của Chelsea khiến ông khó khăn trong việc hòa nhập. Họ dần tụt hạng và kết thúc ở vị trí thứ 9. Điểm sáng của mùa giải là việc vào tới trận chung kết FA Cup. Trên đường vào chung kết họ đánh bại Leeds United ở bán kết, trận đấu được nhiều người cho rằng là một trong khởi đầu cho sự đối đầu giữa hai câu lạc bộ. Trong khoảnh khắc đẹp nhất tai Chelsea, Hateley đánh đầu đem về chiến thắng, nhưng trong một trận đấu tranh cãi, Leeds có hai bàn thắng không được công nhận, một do việt vị và một do Peter Lorimer thực hiện đá phạt quá nhanh.
Chelsea gặp Tottenham Hotspur trong trận chung kết FA Cup toàn Luân Đôn đầu tiên, còn được gọi là trận chung kết của người thành thị (Cockney Cup). Đó cũng là lần đầu tiên Chelsea vào chung kết kể từ năm 1915 và cũng là trận chung kết đầu tiên của họ trên sân Wembley. Dẫn đầu đội bóng là, Ron Harris, khi ấy 22 tuổi, là đội trưởng trẻ nhất trong một trận chung kết. Trong một trận đấu không như dự đoán, Chelsea chơi không đúng phong đội nên bàn đánh đầu muộn của Tambling cũng không giúp Chelsea tránh khỏi trận thua 2–1 trước Spurs có bộ đôi Venables và Jimmy Greaves. Docherty sau đó bị sa thảy chỉ một thời gian ngắn khi mùa giải tiếp theo bắt đầu khi đội bóng chỉ thắng có hai trong mười trận đầu mùa, bao gồm cả trận thua 6–2 trên sân nhà trước Southampton, cùng những tin đồn về tình trạng bất ổn trong phòng thay đồ về các khoản tiền thưởng và nhận án phạt 28 ngày cấm chỉ đạo bởi FA.

### Dave Sexton
Sau khi Docherty rời đi, trợ lý của ông Ron Suart tạm thời dẫn dắt đội một. Chelsea thua ở trận đấu tiếp theo với tỉ số trước 7–0 trong trận gặp Leeds United, bằng với kỉ lục để thua với khoảng cách lớn nhất (ở mùa 1953–54, họ đã để thua Wolves 8–1). Dave Sexton, cựu huấn luyện viên Chelsea và Leyton Orient, một người bình tĩnh và kín đáo hơn Docherty, được bổ nhiệm làm huấn luyện viên. Cốt lõi đội bóng từ thời Docherty không có sự thay đổi lớn, mặc dù ông thêm chất thép vào hàng phòng ngự sau khi ký hợp đồng với John Dempsey và David Webb, cũng như kú hợp đồng với Ian Hutchinson, cho tiền vệ nhanh nhẹn Alan Hudson ra mắt và gọi lại tiền vệ chạy cánh Peter Houseman. Sexton đã chứng tỏ sự ổn định và dẫn dắt Chelsea hai lần giành vị trí top 6, cũng như tạo được bước đột phá tại Fairs Cup mùa 1968–69, nơi họ bị loại DWS Amsterdam sau khi tung đồng xu.
Mùa giải 1969–70, Osgood và Hutchinson ghi được 53 bàn thắng giúp câu lạc bộ xếp thứ 3 tại giải quốc gia và một lần nữa vào chung kết FA Cup. Đối thủ lần này là Leeds United, đương kim vô địch quốc gia và một trong những đội hàng đầu thời điểm đó. Chelsea hai lần bị dẫn trước trong trận đấu trên mặt sân lầy lội ở Wembley, nhưng hai lần bị gỡ hòa 2–2, đầu tiên là nhờ Houseman và sau đó là pha đánh đầu gỡ hòa muộn (bốn phút trước khi hết giờ) của Hutchinson. Trên đá lại diễn ra trên sân Old Trafford mười lăm ngày sau đó và với chiến thuật không khoan nhượng từ cả hai phía với những kỹ năng và tài năng trên sân. Chelsea một lần nữa bị dẫn trước nhưng lần thứ ba gỡ hòa từ một pha đánh đầu của Osgood sau đường tạt bóng của Cooke. Khi trận đấu bước sang hiệp phụ, Chelsea vươn lên dẫn trước lần đầu tiên Webb sau pha đánh đầu từ quả ném biên của Hutchinson để giành chiến thắng 2–1.
Với chiến thắng tại Cup giúp Chelsea giành quyền tham dự UEFA Cup Winners' Cup lần đầu tiên. Những chiến thắng đơn giản trước Aris và CSKA Sofia đưa họ vào tứ kết, nơi họ đánh bại Club Brugge nhờ màn trở lại ấn tượng. Bị dẫn trước 2–0 sau lượt đi, nhờ một bàn thắng của Osgood 9 phút trước khi kết thúc thời gian chính thức giúp Chelsea gỡ hòa tỉ số sau hai lượt trận. Chung cuộc trận đấu kết thúc với tỉ số 4–0 sau hiệp phụ. Đội bóng đồng hương Anh (và là đương kim vô địch) Manchester City bị loại trong trận bán kết. Trong trận chung kết đầu tiên gặp Real Madrid kết thúc với tỉ số hòa 1–1 nhưng một bàn thắng Dempsey và một bàn khác từ Osgood trong trận đá lại hai ngày sau đó đủ giúp họ có chiến thắng 2–1 và Chelsea dành danh hiệu châu Âu đầu tiên. Ca khúc Blue is the Colour được cho ra mắt năm 1972 với các thành viên của bộ bóng trình bày, đã giành vị trí thứ năm trong Bảng xếp hạng đĩa đơn Vương quốc Anh. Ca khúc trở thành một trong những ca khúc bóng đá Anh nổi tiếng nhất và mãi gắn liền với đội bóng Chelsea thời kỳ đó.

## Sa sút (1972–83)
Chức vô địch Cup Winners' Cup là thành công cuối cùng của Chelsea trong thập kỷ đó, nhiều vấn đề nảy sinh khiến câu lạc bộ gần như ngã gục. Từ đầu những năm 1970, kỷ luật của câu lạc bộ bị xuống cấp nghiêm trọng Sexton không hài lòng với một vài cầu thủ trụ cột, nổi bật nhất là Osgood, Hudson và Baldwin về thái độ cũng như lối sống của họ. Tinh thần đội bóng đi xuống kéo theo đó là những kết quả trên sân. Chelsea thiết lập hai kỷ lục trong quá trình bảo vệ chức vô địch Cup Winners' Cup năm 1971–72: chiến thắng 21–0 sau hai lượt trận trước đội bóng của Luxembourg Jeunesse Hautcharage, hiện vẫn là kỷ lục của các giải đấu châu Âu. Cùng với chiến thắng 13–0 trên sân nhà trước Jeunesse, đó là tỉ số cao nhất trong lịch sử của Chelsea. Tuy nhiên, đội bóng bị loại bởi đội bóng ít tên tuổi Åtvidabergs FF sau luật bàn thắng sân khách ở vòng đấu tiếp theo.
Cũng trong mùa giải đó, Chelsea bị loại khỏi FA Cup bởi đội bóng Second Division Leyton Orient dù đã dẫn trước 2–0, và để thua trong trận chung kết League Cup trước đội bóng bị đánh giá thấp hơn Stoke City. Mùa 1972–73 bắt đầu với chiến thắng 4–0 trước Leeds và câu lạc bộ xếp thứ tư trên bảng xếp hạng vào tháng Mười hai, nhưng sau trận thua 3–0 sau hai lượt trận trước Norwich City tại bán kết League Cup thì mùa giải coi như thất bại, Chelsea chỉ thắng 5 trong 21 trận đấu cuối tại giải quốc gia, kết thúc ở vị trí thứ 12. Mùa tiếp theo họ đứng vị trí thứ 17. Sự thù hằn giữa Sexton và Osgood cũng như Hudson lên đến đỉnh điểm sau trận thua 4–2 trên sân nhà trước West Ham United và Ngày tặng quà 1973, sau khi Chelsea đã vươn lên dẫn trước 2–0 sau hiệp một; bộ đôi bị bán vài tháng sau đó. Sexton bị sa thải vào đầu mùa giải 1974–75 sau khởi đầu yếu kếm, và được kế nhiệm bởi người trợ lý, Ron Suart, nhưng cũng không thể cứu vớt được đội bóng và câu lạc bộ bị xuống hạng năm 1975.
Việc xây dựng tiên phong Khán đài phía Đông (vẫn còn trên sân vận động ngày nay) là một phần trong kế hoạch xây dựng sân vận động với 60,000 chỗ ngồi khiến cho câu lạc gặp tai họa. Dự án được miêu tả là "tham vọng nhất từ trước đến nay tại Anh Quốc". Do diễn ra trong đúng cuộc khủng hoảng kinh tế thế giới và bị chậm trễ do đình công và thiếu nguyên vật liệu, moị chi phí trở lên mất kiểm soát, khiến câu lạc bộ phải chịu món nợ £4 triêu năm 1977. Kết quả là từ tháng 8 năm 1974 tới tháng 6 năm 1978, Chelsea chủ thể mua bất cứ một cầu thủ nào. Sự suy yếu của đội bóng cũng dẫn đến việc giảm số lượng cổ động viên tới sân – những người còn lại lại bị mang tiếng bởi sự bạo lực của một bộ phận cổ động viên Chelsea (ranh giới giữa nhiệt huyết và hooligan rất mong manh trong thời kì đó). Cuối những năm 1970 và những năm 1980 chứng kiến sự tăng cao của hooligan bóng đá tại Anh Quốc; trong vấn nạn rộng rãi đó, phân từ hooligan Chelsea trở lên đặc biệt nổi tiếng và kiến câu lạc bộ tàn lụi trong suốt những năm đó.
Giữa nhưng năm 1970, cổ động viên Chelsea "tham gia vào... nhiều vụ bạo lực, phá hoại và gây rối chung". Tại Luton Town, các cổ động viên Chelsea tràn xuống sân, đập vỡ cửa sổ các các cửa trên đường trở lại ga Luton, rồi đốt pháo trên chuyến tàu Football Special, kết quả là hơn 100 người bị bắt. Trong trận đấu với Charlton Athletic tại The Valley năm 1977, các cổ động viên Chelsea đốt lửa trên nóc khán đài. Mùa 1976–77, cả hai trận đấu gặp Millwall, một câu lạc bộ khác có thành phần hooligan đông đảo, đều bị ảnh hưởng bởi bạo lực khán đài. Các hooligan khiến Bộ trưởng Thể thao Denis Howell cấm các cổ động viên Chelsea tới các trận sân khách tháng 4 năm 1977 – một lệnh tương tự với các cổ động viên Manchester United – dù vậy hàng nghìn cổ động viên Chelsea đã bất chấp lệnh cấm để tới sân xem trận đấu với Wolverhampton Wanderers.

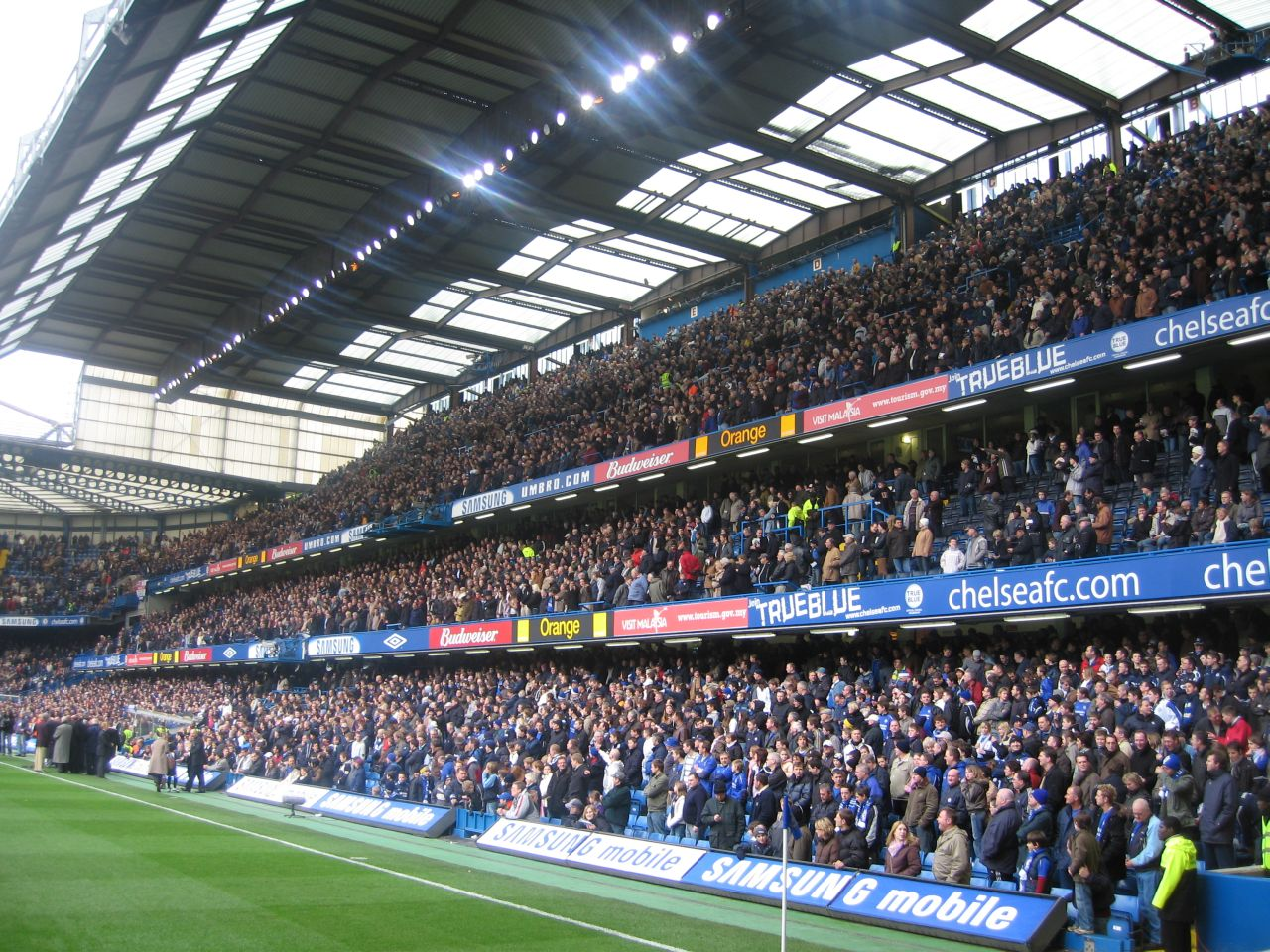
Khán đài Đông, một trong lý do chính kiến Chelsea gặp vấn đề tài chính những năm 1970 và 1980

Cựu hậu vệ trái Eddie McCreadie trở thành huấn luyện viên trưởng một thời gian ngắn trước khi Chelsea xuống hạng năm 1975, sau một mùa 1975–76 củng cố, đã dẫn dắt đội bóng lên hạng mùa 1976–77 với một đội hình gồm các cầu thủ trẻ, nổi bật nhất là Ray Wilkins và tiền đạo ghi 24 bàn Steve Finnieston, cùng với các cựu binh đã có thời gian dài thành công trước đó Cooke, Harris và Bonetti. Nhưng McCreadie rời đi sau khi tranh chấp hợp đồng với chủ tịch Brian Mears về một chiếc xe công và một cựu cầu thủ khác được bổ nhiệm, lần này là cựu hậu vệ phải Ken Shellito.
Shellito giúp Chelsea trụ lại First Division mùa 1977–78, với điểm sáng của mùa giải là chiến thắng 4–2 trước nhà vô địch châu Âu Liverpool tại FA Cup. Shellito từ chức giữa chừng khi mùa giải sau đó câu lạc bộ chỉ thẳng ba trận tại giải quốc gia trước Giáng sinh. Sự trở lại trong một thời gian ngắn của Osgood cải thiện một chút tình hình. Kế nhiệm Shellito là cựu đội trưởng giành cú đúp danh hiệu cùng Tottenham Hotspur Danny Blanchflower cũng không thể vực dậy đội bóng xuống hạng một lần nữa khi chỉ giành được năm chiến thắng và để thua tới 27 trận, mở ra một thời kỳ tối tăm nhất trong lịch sử Chelsea.
Wilkins, một trong những ngôi sao hiếm hoi còn lại, được bán cho Manchester United và người hùng tuyển Anh tại chung kết World Cup 1966 Geoff Hurst trở thành huấn luyện viên vào tháng 9 năm 1979 với Bobby Gould làm trợ lý. Sự xuất hiện của họ cả thiện phong độ Chelsea ngay lập tứ, một thời gian dài Chelsea đứng đầu bảng xếp hạng Second Division, nhưng sự sa sút ở những vòng đấu cuối khiến Chelsea chỉ giành được vị trí thứ tư, bỏ lỡ suất lên hạng do thua về hiệu số bàn thắng. Mùa giải tiếp theo câu lạc bộ gặp khó trong việc ghi bàn, trong chín trận đấu không ghi được một thắng nào, chỉ thắng có 3 trong số 20 trận và kết thúc ở vị trí thứ 12 mùa 1980–81. Hurst bị sa thải.
Năm 1981, Mears từ chức chủ tịch, kết thúc 76 năm của gia đình ông tại câu lạc bộ. Một trong những động thái cuối cùng của Mears là bổ nhiệm cựu huấn luyện viên Wrexham John Neal làm huấn luyện viên. Một năm sau, Chelsea Football & Athletic Company, ngập trong nợ nần và không thể trả lương cho cầu thủ, một doanh nhân và là cựu chủ tịch Oldham AthleticKen Bates đã mua lại quyền lợi từ gia đình Mears với giá tượng trưng 1 bảng, vì lý do đó vẫn còn tranh chấp, ông đã không mua SB Properties, công ty sở hữu toàn quyền sử Stamford Bridge. Đến thời điểm này, Chelsea đang ở trong một tình trạng tài chính bấp bênh và phải trả 12.000 bảng một tuần. Bates sau đó đã miêu tả thứ mà ông đã mua về như "một câu lạc bộ xã hội có một chút bóng đá thi đấu vào ngày thứ Bảy".
Mùa 1981–82, lại là mùa giải đáng quên khác khi Chelsea chỉ kết thúc ở vị trí thứ 12, Chelsea bước vào trận đấu quan trọng đầu tiên tại FA Cup gặp nhà vô địch châu Âu Liverpool tại vòng năm. Họ đã vượt trội đối thủ lừng lẫy và giành chiến thắng 2–0. Tại tứ kết, họ lại gặp lại đối thủ cũ Tottenham, trong một trận cầu sôi động, để thua 3–2, dù Chelsea vươn lên dẫn trước nhờ Mike Fillery. Mùa giải 1982–83 có thể được coi là tệ nhất trong lịch sử câu lạc bộ. Sau khởi đầu tươi sáng, đội đi xuống đáng kể, chín trận đấu không biết thắng lợi khi mà mùa giải gần khép lại và đối mặt với nguy cơ xuống Third Division, cùng với vấn đề tài chính của câu lạc bộ, điều đó có thể khiến kết liễu đội bóng. Trong trận đấu áp chót của mùa giải gặp đối thủ Bolton Wanderers, Clive Walker ghi bàn thắng quyết định từ khoảng cách 25 thước Anh (23 m) giúp câu lạc bộ giành chiến thắng 1–0. Trận hòa trên sân nhà với Middlesbrough trong trận đấu cuối cùng đã giúp Chelsea thoát hiểm với hai điểm nhiều hơn nhóm xuống hạng.

## Cuộc chiến bảo vệ the Bridge
Như đề cập ở trên, khi Bates mua Chelsea năm 1982, ông chỉ mua câu lạc bộ chứ không mua SB Properties, công ty khi đó đang sở hữu toàn quyền sử dụng Stamford Bridge; câu lạc bộ và sân vận động đã tách ra trong quá trình tái cấu trúc tài chính trong giai đoạn cuối những năm 1970. Bates ban đầu đồng ý bản hợp đồng 7 năm, nhằm giữ Chelsea ở Stamford Bridge trước khi mọi việc được định đoạt trong tương lai.
Theo Bates, ông và David Mears, cổ đông chính của SB Properties, đã bắt tay thỏa thuận Chelsea thu mua cổ phần của Mears tại SB Properties với giá £450,000. Tuy nhiên Bates sau đó phát hiện ra Mears cũng đã thảo luận với ông chủ của Crystal Palace Ron Noades, nhằm chuyển Chelsea khỏi Stamford Bridge và họ sẽ sử dụng chung sân với Palace tại Selhurst Park. Mears và Lord Chelsea sau đó bán cổ phần của mình tại SB Properties cho nhà phát triển bất động sản Marler Estates, qua đó Marler nắm 70% cổ phần công ty. Điều này đã bắt đầu cho một chiến dịch dài hơi của Marler để buộc Chelsea rời khỏi Stamford Bridge để nó có thể được bán ra và tái phát triển.
Trong một thập kỷ tiếp theo, Bates bước vào một cuộc chiến tiêu hao với Marler, mua lại một phần nhỏ cổ phiếu của SB Properties bắt đầu một loạt các lệnh của tòa án và chiến thuật trì hoãn, mục đích để mong họ xuống nước. Ông cũng khởi động chiến dịch "Save the Bridge", với mục tiêu quyên góp £15 triệu để giành quyền sở hữu từ Marler. Marler lần lượt đưa ra một vài những đề án để đưa Chelsea rời khỏi Stamford Bridge. David Bulstrode, chủ tịch của Marler, đề xuất sáp nhập Fulham và Queens Park Rangers, rồi Chelsea sẽ chuyển tới sân của Rangers Loftus Road. Tháng Ba 1986, kế hoạch của Marler tái phát triển lại khu đất Stamford Bridge site à không có Chelsea được đệ trình lên Hội đồng Hammersmith và Fulham; hội đồng đã phủ quyết chính sách khi mà Đảng Lao động giành quyền kiểm soát năm 1986. Tháng Mười hai 1987, trong một "quyết định quan trọng", Bates đưa ra kế hoạch tái phát triển Stamford Bridge thành một sân bóng hiện đại được phê duyệt bởi ủy ban quy hoạch của hội đồng.
Chelsea vẫn nhận được thông báo phải rời Stamford Bridge, khi thời gian thuê hết hạn năm 1989. Tuy nhiên, Cabra Estates đã mua lại Marler năm 1989, cuối cùng bị phá sản năm 1992. Điều này cho phép Bates có một thỏa thuận với chủ nợ của họ, Royal Bank of Scotland, và lấy lại quyền sở hữu cho câu lạc bộ. Bates sau đó tạo ra Chelsea Pitch Owners, một tổ chức phi lợi nhuận của các cổ động viên năm 1997 có toàn quyền sử dụng sân, tên câu lạc bộ và sân bóng để đảm bảo các nhà bất động sản không thể thu mua Stamford Bridge được nữa. Sau này, công việc được bắt đầu với việc cải tạo toàn bộ sân (khán đài Đông), lắp đặt toàn ghế ngồi và đưa khán đài gần sân hơn và có mái che, cuối cùng được hoàn thành vào cuối thiên niên kỷ.

## Gây dựng lại (1983–89)
Mùa hè 1983 đánh dấu một bước ngoặt trong lịch sử Chelsea. Huấn luyện viên John Neal thực hiện một loạt bản hợp đồng quan trọng để thay đổi tình hình câu lạc bộ. Tiền đạo Kerry Dixon từ Reading, cầu thủ chạy cánh khéo léo Pat Nevin từ Clyde, tiền vệ Nigel Spackman từ AFC Bournemouth và thủ môn Eddie Niedzwiecki từ Wrexham cùng với đó John Hollins trở lại với tư cách cầu thủ kiêm huấn luyện, tất cả tốn gần £500,000. Dixon cùng với David Speedie, một chữ ký khác của Neal tạo thành một cặp tiền đạo ăn ý và phối hợp tốt với Nevin, họ đã ghi gần 200 bàn thắng trong ba năm.
Một Chelsea hoàn toàn mới bắt đầu mùa giải 1983–84 với chiến thắng 5–0 trước Derby County trong ngày khai mạc và hướng tới suất lên hạng; cùng với đó là những điểm nhấn như chiến thắng 5–3 tại Fulham hay trận thắng 4–0 trước Newcastle United của Kevin Keegan. Sau giai đoạn chững lại giai đoạn Giáng Sinh, Neal đem về cầu thủ chạy cánh Mickey Thomas và Chelsea không để thua thêm bất cứ trận nào mùa giải đó nữa. Dixon ghi được 36 bàn ở mọi mặt trận – thành tích chỉ kém Bobby Tambling và Jimmy Greaves – câu lạc bộ lên hạng sau chiến thắng 5–0 trước đối thủ cũ Leeds United. Đội giành chức vô địch Second Division ở vòng đấu cuối cùng sau trận thắng trên sân Grimsby Town, với sự theo dõi của 10,000 cổ động viên Chelsea di chuyển tới Lincolnshire.
Ngay sau khi trở lại First Division, Chelsea không được coi là ứng cử viên cho suất tham dự cúp châu Âu mùa 1984-85, nhưng họ đã xếp vị trí thứ sáu, mặc dù sự kiện sân Heysel mùa giải đó khiến các câu lạc bộ Anh không được tham dự cúp châu Âu. Họ cũng trên đường vào trận chung kết League Cup thứ ba, được bốc thăm gặp ứng cử viên xuống hạng Sunderland ở bán kết. Tuy nhiên, cựu cầu thủ chạy cánh của Chelsea Clive Walker đã gây ấn tượng giúp đội bóng của ông có chiến thắng 3–2 trên sân Stamford Bridge qua đó giành chiến thắng 5–2 chung cuộc cho Sunderland, trận đấu diễn ra trong một vụ bạo động; trận đấu được tiếp tục với cảnh sát kỵ bịnh và các cổ động viên trên sân, sau đó bạo lực lan cả ra ngoài pjoos. Neal nghie hưu khi kết thúc mùa giải vì lý do sức khỏe, người thay thế ông là Hollins.
Mùa 1984–85 nổi bật với hàng rào điện bao quanh sân Stamford Bridge, đây là phản ứng của chủ tịch Ken Bates trước tình trạng đánh lộn và tràn xuống sân diễn ra thường xuyên. Tuy nhiên hội đồng địa phương không cho phép được sử dụng điện trên hàng rào, và nó bị tháo dỡ trong vài tháng sau đó
Trong mùa giải đầu tiên của Hollins, Chelsea tranh chấp danh hiệu vô địch, đứng đầu bảng vào tháng Hai, nhưng những chấn thương dài hạn của Dixon và Niedzwiecki, cùng với kết quả nghèo nàn, đặc biệt trong giai đoạn Phục sinh, khi mà động bóng nhận tới mười bàn thua chỉ trong hai trận đấu, chấm dứt cơ hội của đội bóng. Chiến thắng 2–1 trước Manchester United tại Old Trafford và tỉ số tương tự trước West Ham tại Upton Park – lại níu kéo thêm cơ hội – khi đó Chelsea kém đội đầu bảng Liverpool ba điểm khi giải đấu còn lại năm vòng. Tuy nhiên chỉ giành được một điểm trong những vòng đấu còn lại khiến đội bóng một nữa kết thúc ở vị trí thứ sáu. Mùa giải đó cũng câu lạc bộ giành Full Members Cup trong lần đầu tiên được tổ chức với chiến thắng 5–4 trước Manchester City trên sân Wembley, nhờ cú hat-trick của Speedie khiến cho cú lội ngược dòng từ 1–5 của đối thủ bất thành.
Sau một khởi đầu mới tươi sáng, phong độ của đội bóng lại đi xuống trở lại, kết thúc ở bị trí thứ 14 ở mùa giải tiếp theo. Tinh thần đội bóng đi xuống khi Hollins và trợ lý Ernie Walley mâu thuẫn với các cầu thủ trụ cột, nổi bật là Speedie và Spackman, những người bị bán ngay sau đó. Hollins bị sa thải vào tháng Ba mùa giải sau đó khi đội bóng đối diện với nguy cơ xuống hạng lần nữa. Bobby Campbell nắm quyền vào tháng Ba nhưng bất lực trong việc cứu Chelsea xuống hạng khi để thua trong trận play-off với Middlesbrough, một trận đấu mà một lần nữa gặp vấn đề trên khán đài và cổ động viên tràn xuống sân khiến sáu trận đấu của mùa giải sau đó cổ động viên bị cấm tới sân. Tuy vậy, câu lạc bộ đã trở lại ngay lập tức dù cho sáu trận đấu đầu tiên của mùa giải mới không giành được bất cứ một chiến thắng nào, câu lạc bộ lên hạng với tư cách nhà vô địch Second Division với 99 điểm, hơn 17 điểm so với đội á quân Manchester City.

## Những năm 1990: Trở lại đường đua
Chelsea có sự trở lại ấn tượng tại First Division mùa 1989–90. Campbell cầm một đội hình gồm phần lớn những cầu thủ không tên tuổi nhưng vẫn kết thúc ở vị trí thứ năm trên bảng xếp hạng chung cuộc. Mặc dù lệnh cấm của các câu lạc bộ Anh tại cúp châu Âu được gỡ bỏ năm đó, Chelsea lỡ mất chiếc vé tham dự UEFA Cup do chỉ có một suất dành cho câu lạc bộ Anh tại giải đấu năm đó dành cho á quân giải vô địch quốc gia Aston Villa. Cũng trong mùa giải đó, ông dẫn dắt Chelsea tới chiếc Full Members Cup thứ hai, với chiến thắng 1–0 trước Middlesbrough trong trận chung kết tại Wembley. Mặc dù câu lạc bộ chi ra mua cầu thủ đầu tiên có giá tiền triệu bảng, Dennis Wise và Andy Townsend, mùa giải sau đó lại là một nỗi thất vọng, Chelsea chỉ kết thúc ở vị trí thứ 11 tại First Division và bị loại ra cả hai cúp quốc nội bởi các đối thủ hạng dưới.
Campbell được thăng chức quản lý chung cuối mùa giải đó; người kế nhiệm ông công việc quản lý đội là huấn luyện viên đội một Ian Porterfield, người giúp Chelsea kết thúc vị trí an toàn tại 1991–92 để giành được quyền tham dự mùa giải đầu tiên của Premier League. Porterfield bị sa thải giữa mùa do đội bóng không giành được bất kỳ một chiến thắng nào tại giải quốc gia trong hai tháng mùa 1992–93. Ông được thay thế bởi huấn luyện viên tạm quyền người hùng tại FA Cup 1970, David Webb, người đã giúp câu lạc bộ trụ hạng và kết thúc ở vị trí thứ 11. Webb được thay thế bởi cựu tiền vệ 35 tuổi người Anh Glenn Hoddle, người đã đưa Swindon Town lên hạng Premiership với cương vị cầu thủ kiêm huấn luyện viên.
Mùa giải đầu tiên của Hoddle tại Chelsea là một mùa bóng tệ hại, bị đe dọa bởi nguy cơ xuống hạng, việc trụ lại một phần quan trọng là nhờ vào những bàn thắng của chữ ký trị giá £1.5 triệu Mark Stein. Trong mùa giải đó, Chelsea vào đến chung kết FA Cup, nơi họ đối mặt với nhà vô địch Premiership Manchester United, đội bóng mà Chelsea đánh bại cả hai lần tại giải vô địch quốc gia mùa giải đó với tỉ số 1–0. Sau hiệp một kết thúc với tỉ số 0–0, United hưởng hai quả phạt đền từ trọng tài David Elleray chỉ trong vòng năm phút, cả hai được thực hiện thành công. Chelsea cố gắng tấn công, để lộ ra hàng thủ United giành chiến thắng chung cuộc 4–0. Dù vậy Chelsea vẫn được quyền tham dự UEFA Cup Winners' Cup 1994–95, do United đã có suất tham dự Champions League. Họ đã vào bán kết giải đấu đó, để thua 3–2 sau hai lượt trận trước nhà vô địch Real Zaragoza.
Tương lại của Chelsea tại Stamford Bridge lúc này đã được đảm bảo, Bates và vị giám đốc tỉ phú Matthew Harding luôn có sẵn tiền để câu lạc bộ mua sắm cầu thủ. Mùa hè năm 1995, Chelsea mang về hai cầu thủ nổi tiếng thế giới, huyền thoại người Hà Lan Ruud Gullit, trong một vụ chuyển nhượng tự do từ Sampdoria, và tiền đạo của Manchester United Mark Hughes (£1.5 triệu), cả hai đều có những đóng góp quan trọng vào thành công trong tương lai của đội bóng. Hoddle cũng mang về hậu vệ cánh tài năng người Romania Dan Petrescu với giá £2.3 triệu. Hoddle dẫn dắt Chelsea giành vị trí thứ 11 mùa 1995–96, và một lần nữa vào bán kết FA Cup, và sau đó từ chức để trở thành huấn luyện viên đội tuyển quốc gia Anh.

## Phục hưng Ý: Gullit, Vialli và Zola (1996–2000)

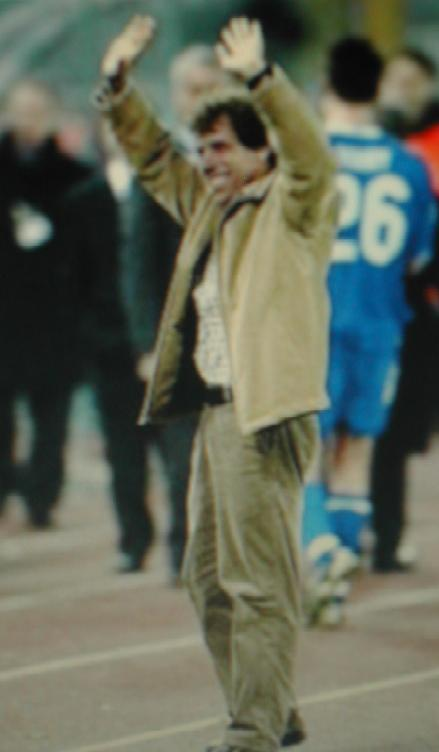
Gianfranco Zola

Gullit được bổ nhiệm làm cầu thủ kiên huấn luyện viên mùa 1996–97, và mang về một vài cầu thủ hàng đầu cho đội bóng, bao gồm nhà vô địch cúp châu Âu tiền đạo của Juventus Gianluca Vialli, trung vệ Pháp Frank Leboeuf và cầu thủ quốc tế người Ý Gianfranco Zola (sự khéo léo của ông làm nên sự phấn khích trên khán đài và được xem là một trong những cầu thủ vĩ đại nhất Chelsea) và Roberto Di Matteo (kỷ lục chuyển nhượng của câu lạc bộ với giá £4.9 triệu). Sau đó là sự gia nhập của tiền vệ mạnh mẽ và sung mãn người Uruguay Gus Poyet và "siêu dự bị" người Na Uy Tore André Flo. Với những cầu thủ như vậy, dưới thời Gullit và những người kế nhiệm ông Chelsea lần nữa trở thành một trong những đội bóng hàng đầu nước Anh và có danh tiếng nhờ lỗi chơi bóng khéo léo, giải trí và hấp dẫn nhờ những cầu thủ kỹ thuật, though the club's inconsistency against supposed "smaller" teams remained.
Gullit đã có mùa giải đầu tiên ấn tượng trên cương vị huấn luyện khi dẫn dắt Chelsea giành vị trí cao nhất kể từ năm 1990 (thứ sáu) và giành chức vô địch FA Cup, kết thúc 26 năm chờ đội một danh hiệu lớn. Trận đấu đáng nhớ nhất trong hành trình là cú lội ngược dòng tại vòng bốn trước Liverpool, nơi mà Chelsea với sự ấn tượng của Hughes, từ tỉ số thua 2–0 khi hết hiệp một đã có chiến thắng 4–2. Chiến thắng 2–0 trước Middlesbrough trong trận chung kết trên sân Wembley với khởi đầu điên cuồng khi Di Matteo ghi bàn chỉ sau 43 giây; Eddie Newton là người ghi bàn thắng còn lại. Chiến thắng là một kết thúc hạnh phúc cho một mùa giải mà bao trùm bởi đau thương khi vị giám đốc nổi tiếng Matthew Harding qua đời vào tháng Mười sau vụ tai nạn máy bay trực thăng sau trận đấu tại League Cup gặp Bolton Wanderers.
Gullit bất ngờ bị sa thải tháng 2 năm 1998, được cho là do tranh chấp hợp đồng, khi câu lạc bộ đang xếp thứ hai tại Premiership, và lọt vào bán kết cả hai giải đấu cúp. Một cầu thủ kiêm huấn luyện viên khác được bổ nhiệm, Vialli 33 tuổi. Vialli bắt đầu sự nghiệp huấn luyện với hai chức vô địch trong hai tháng. League Cup giành được sau chiến thắng 2–0 trước Middlesbrough trên sân Wembley (Di Matteo lại một lần nữa ghi bàn). Chelsea lọt vào chung kết Cup Winners' Cup sau chiến thắng nghẹt thở trước Vicenza tại bán kết. Để thua 1–0 trên sân khách và rồi nhận bàn thua trên sân nhà, Chelsea đã trở lại với chiến thắng 3–1 và đi tiếp, một lần nữa Hughes lại là chất xúc tác. Họ giành chức vô địch Cup Winners' Cup thứ hai sau chiến thắng 1–0 trước VfB Stuttgart trên Sân vận động Råsunda ở Stockholm, Zola ghi bàn trong tình huống chạm bóng đầu tiên cả ông khi vào sân sau 17 giây. Sau đó, Vialli cùng câu lạc bộ đánh bại nhà vô địch châu Âu Real Madrid 1–0 trong trận tranh Super Cup trên sân Stade Louis II ở Monaco.
Mùa giải Premiership 1998–99, Chelsea lần đầu cạnh tranh danh hiệu trong cả mùa giải. Dù thất bại trong trận mở màn với Coventry City, đội bóng bất bại tại giải quốc gia đến tận tháng Giêng và đứng đầu bảng xếp hạng giai đoạn Giáng Sinh. Cơ hội vô địch của họ tan biến sau trận thua trên sân nhà trước West Ham và một chuỗi trận hòa liên tiếp với Middlesbrough, Leicester City và Sheffield Wednesday vào tháng Tư, the Blues kết thúc ở vị trí thứ ba, bốn điểm kém hơn đội vô địch Manchester United. Một mùa giải đầy hứa hẹn kết thúc mà không giành được một danh hiệu nào, hành trình bảo vệ chức vô địch Cup Winners' Cup kết thúc ở bán kết sau khi để thua Mallorca còn hai giải đấu cúp quốc nội tại tứ kết. Vị trí thứ ba tại giải quốc gia vừa đủ để câu lạc bộ lần đầu tiên góp mặt tại Champions League.
Bốn mươi bốn năm sau khi bị từ chối cho tham dự ở mùa giải vô địch đầu tiên, Chelsea lần đầu góp mặt tại giải đấu cấp cao nhất châu Âu tháng 8 năm 1999 và họ đã có một chuỗi phong độ ấn tượng trên đường vào tứ kết gặp Barcelona. Trong đó có trận hòa đấng nhớ trên sân San Siro và Stadio Olimpico trước Milan và Lazio, cũng như chiến thắng 5–0 trước đội bóng Thổ Nhĩ Kỳ Galatasaray tại Sân vận động Ali Sami Yen. Trong trận tứ kết lượt đi gặp Barcelona tại Stamford Bridge, Chelsea vươn lên dẫn trước 3–0, chỉ để lọt lưới một bàn duy nhất vào những phút cuối bởi Luís Figo. Giữ kết quả 2–1 trong trận đấu lượt về trên sân Camp Nou, khi chỉ còn cách bán kết bảy phút, nhưng đội bóng nhận bàn thua thứ ba và để thua 5–1 sau hiệp phụ, chung cuộc để thua 6–4.
Lúc này, Chelsea sở hữu một đội hình đa quốc gia với Zola, Di Matteo, Poyet, thủ thành người Hà Lan Ed de Goey, và bộ ba vô địch World Cup người Pháp Frank Leboeuf, Marcel Desailly và Didier Deschamps. Dưới thời Vialli, Chelsea trở thành đội bóng đầu tiên trong lịch sử bóng đá Anh cho ra sân 11 cầu thủ người nước ngoài, đánh dấu sự quốc tế hóa các trận đấu. Mùa giải 1999–2000 đánh dấu phong độ trái ngược của Chelsea tại giải quốc gia và cúp châu Âu, đội bóng kết thúc thất vọng ở vị trí thứ năm. Vialli đã đưa Chelsea vô địch FA Cup lần thứ hai trong bốn năm mùa giải đó – lần này gặp Aston Villa, Di Matteo lại một lần nữa ghi bàn thắng quyết định – trong trận chung kết cuối cùng được tổ chức tại Wembley trước khi nó được xây dựng mới. Với chiếc Charity Shield giành được vào tháng Tám sau chiến thắng 2–0 trước Manchester United, Vialli trở thành huấn luyện viên thành công nhất Chelsea vào thời điểm ấy.

## Claudio Ranieri (2000–2004)
Vialli chi ra gần £26 triệu để mang về những cầu thủ mới trong mùa hè, với cây săn bàn hàng đầu người Hà Lan Jimmy Floyd Hasselbaink và tiền đạo tài năng Iceland Eiður Guðjohnsen, nhưng bị sa thải vào tháng 9 năm 2000 sau khi chỉ thắng một trong năm trận đấu mở màn và, một lần nữa, nổi lên những tin đồn về mâu thuẫn giữa huấn luyện viên và các cầu thủ quan trọng. Ông được thay thể bởi một người Ý khác, Claudio Ranieri, bất chấp những bất đồng về ngôn ngữ, đã đưa đội bóng giành vị trí thứ sáu trong mùa giải đầu tiên. Ranieri từng bước xây dựng lại đội bóng, trẻ hóa đội hình bằng việc bán đi những cầu thủ lớn tuổi, bao gồm Wise và Poyet, và thay thế họ bởi John Terry, William Gallas, Frank Lampard và Jesper Grønkjær.

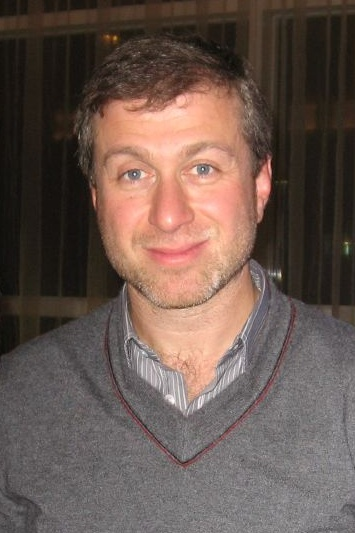
Roman Abramovich

Mùa giải thứ hai của Ranieri có nhiều bước tiến triển hơn, chủ yếu là tại các giải đấu cúp, Chelsea vào đến bán kết League Cup và chung kết FA Cup, nhưng đều để thua đội vô địch Arsenal. Thành tích tại giải quốc gia có chút cải thiện dù Chelsea lần nữa lại kết thúc ở vị trí thứ sáu. Với những tin đồn về tình hình tài chính của đội bóng, Ranieri không mua thêm bất cứ một cầu thủ nào. Khiến cho sự kỳ vọng của Chelsea mùa giải 2002–03 hạn chế đi. Tuy nhiên Chelsea vẫn nằm trong nhóm tranh chấp danh hiệu, và có lẽ một trong những trận đấu quan trọng nhất trong lịch sử câu lạc bộ là trận thắng Liverpool 2–1 trong trận đấu cuối cùng của mùa giải qua đó kết thúc ở vị trí thứ tư qua đó dành suất tham dự Champions League cuối cùng trước đội bóng vùng Merseyside.
Với việc câu lạc bộ phải đối mặt với cuộc khủng hoảng tài chính, Bates bất ngờ bán Chelsea F.C. vào tháng 6 năm 2003 với giá £60 triệu. Khi làm như vậy, ông tường trình nhận được lợi nhuận cá nhân £17 triệu từ câu lạc bộ sau khi ông mua câu lạc bộ với giá £1 năm 1982 (cổ phần được giảm xuống dưới 30% qua từng năm). Chủ mới của câu lạc bộ là tỉ phú người Nga Roman Abramovich, người đồng thời gánh số nợ £80 triệu của câu lạc bộ và nhanh chóng thanh toán chúng. Sau đó ông chi ra £100 triệu để bắt đầu mùa giải mới với các cầu thủ mới như Claude Makélélé, Geremi, Hernán Crespo, Glen Johnson, Joe Cole và Damien Duff.
Việc chi ra nhanh chóng cho thấy sự trở lại, Chelsea kết thúc ở vị trí á quân Premiership (thành tích tốt nhất trong 49 năm qua) và lọt vào tới bán kết Champions League sau khi đánh bại Arsenal ở bán kết. Nhưng Ranieri bị sa thải do những quyết định chiến thuật kỳ lạ trong trận thua tại bán kết gặp Monaco (chẳng hạn, để tiền vệ trung tâm Scott Parker đá hậu vệ phải và hậu vệ phải Glen Johnson đá trung vệ có quá nhiều cầu thủ tấn công trong đội hình) và kết thúc mùa giải trắng tay. Tuy nhiên, Ranieri đã được coi là người hùng trong trận đấu cuối cùng dẫn dắt cầu lạc bộ. Đó mà cũng là trận đấu mà các cổ động viên Chelsea nhìn nhận ra một cách dễ dàng rằng nếu không có sự có mặt của Abramovich, khi mà Chelsea dễ dàng đánh bại Leeds United, đội bóng sau đó xuống hạng, không nhà quản lý, gần như phá sản và rơi vào lãng quên. Vị trí của Ranieri để lại, Abramovich lựa chọn José Mourinho (người giành hai chức vô địch quốc gia Bồ Đào Nha, một Cúp quốc gia BĐN, một Champions League và một UEFA Cup với Porto) làm huấn luyện viên mới của đội bóng. Abramovich cũng mang về nhà tuyển trạch huyền thoại người Hà Lan Piet de Visser, người phát hiện ra Ronaldo và Romário cho PSV, và được coi là một trong những tuyển trạch viên vĩ đại nhất trong lịch sử.

## José Mourinho: Cú đúp vô địch quốc gia (2004–2007)

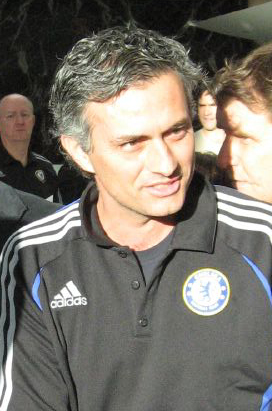
José Mourinho trở thành huấn luyện viên thành công nhất lịch sử Chelsea, đưa câu lạc bộ giành năm danh hiệu lớn trong năm mùa giải.

2004–05 là mùa giải thành công nhất lịch sử Chelsea Football Club. Sau khởi đầu chậm rãi tại giải quốc gia, ghi được tám bàn trong chính trận đấu đầu tiên kém đội đầu bảng Arsenal năm điểm, chiến dịch tìm kiếm danh hiệu của Chelsea dần lấy lại được đà, bởi cầu thủ ghi bàn hàng đầu Frank Lampard và sự trở lại sau chấn thương của tài năng trẻ cầu thủ chạy cánh người Hà Lan Arjen Robben. Họ vươn lên đứng đầu bảng xếp hạng sau chiến thắng trước Everton vào tháng 11 năm 2004 và đứng đó đến cuối mùa, chỉ để thua một trận tại giải quốc gia trong suốt mùa giải và có số trận thắng kỷ lục 29, giành được số điểm kỷ lục 95. Một kỷ lục về phòng thủ được phá, dẫn đầu là đội trưởng John Terry và đồng đội mới Ricardo Carvalho, hậu vệ linh hoạt William Gallas, hậu vệ biên Paulo Ferreira, tiền vệ trụ cột Claude Makélélé và thủ môn Petr Čech, trở thành xương sống của hàng phòng ngự chỉ để lọt lưới 15 bàn trong cả mùa giải và giữ sạch lưới 25 lần, trong khi đó Čech phá kỷ lục Premier League với 1025 phút không để lọt lưới. Chelsea cuối cùng giành chức vô địch sau chiến thắng 2–0 trên sân của Bolton nhờ hai bàn thắng Lampard, đúng 50 năm sau ngày học giành chức vô địch quốc gia gần nhất. Vô địch giải quốc gia giúp họ hoàn tất cú đúp danh hiệu quốc nội của câu lạc bộ khi trước đó Chelsea đã giành chức vô địch League Cup vào tháng Hai thắng 3–2 Liverpool trong trận chung kết trên Sân vận động Thiên niên kỷ.
Tại Champions League, Chelsea vượt qua vòng bảng trước hai lượt đấu, tại vòng loại trực tiếp được bốc thăm gặp Barcelona, một trong những đội bóng mạnh nhất châu Âu. Trong trận lượt đi tại Camp Nou, Chelsea vươn lên dẫn trước 1–0 nhưng Didier Drogba bị truất quyền thi đấu một cách đầy tranh cãi trong hiệp hai khi Chelsea vẫn đang dẫn trước, và những người Catalan cuối cùng giành chiến thắng 2–1. Mourinho tuyên bố rằng huấn luyện viên Barcelona Frank Rijkaard đã nói chuyện với Anders Frisk sau khi hiệp một kết thúc – một tuyên bố sau đó được chứng minh là đúng – và rằng kết quả trận đấu đã bị "làm giả". Sau khi nhận những lời đe dọa tính mạng từ cổ động viên Chelsea, Frisk giải nghệ còn Mourinho nhận án phạt cấm hai trận chỉ đạo trên đường biên do mang đến tiếng xấu cho giải đấu. Chelsea đã giành chiến thắng 4–2 tại Stamford Bridge, với cú đánh đầu của John Terry. Tại tứ kết, chiến thắng 4–2 trên sân nhà trước đội vô địch Đức Bayern Munich và trận thua 3–2 trên đất Đức đủ giúp đội bóng lọt vào bán kết, nơi họ đối đầu với Liverpool. Sau trận hòa 0–0 trên sân Stamford Bridge, Liverpool vươn lên dẫn 1–0 tại Anfield nhờ bàn thắng của Luis García sau đó Chelsea đã không thể phá được hàng phòng ngự đối phương, vì vậy bỏ lỡ cơ hội giành cú ăn ba.
Một năm sau Chelsea bảo vệ chức vô địch quốc gia, và thiết lập thêm những kỷ lục mới. Giành chiến thắng trong chín trận đấu đầu tiên, đội bóng nhanh chóng tăng tốc tại Premier League – bao gồm chiến thắng 4–1 trước Liverpool tại Anfield – và có giai đoạn hơn 18 điểm so với đối thủ gần nhất Manchester United. Bước vào giai đoạn cuối mùa, khi United giành chuỗi 9 chiến thắng liên tiếp, thu hẹp khoảng cách xuống bảy điểm thì Chelsea có một trận đấu quan trọng với West Ham. Bị dẫn trước sau mười phút và chơi thiếu một người sau 17 phút khi Maniche bị truất quyền thi đấu, đội bóng đã lội ngược dòng thắng 4–1 và duy trì khoảng cách. Chức vô địch được chính thức bảo vệ sau chiến thắng 3–0 trước United tại Stamford Bridge. Họ trở thành câu lạc bộ đầu tiên của Luân Đôn bảo vệ chức vô địch quốc gia thành công kể từ những năm 1930 và là đội thứ năm kể từ sau Thế chiến thứ hai. Họ cũng thiết lập kỷ lục giữ sạch lưới (sáu) tính từ khi bắt đầu mùa giải và san bằng thành tích sân nhà tốt nhất dành cho một đội bóng hạng cao nhất kể từ sau Newcastle United năm 1906–07 (18 thắng và 1 hòa trong 19 trận). Tuy vậy ở các giải đấu cúp, lại không được thành công họ bị loại tại Champions League bởi Barcelona và bán kết FA Cup bởi Liverpool.
Mùa giải 2006–07 chứng kiến Chelsea để mất chức vô địch Premier League vào tay Manchester United khi mùa giải vẫn còn hai vòng đấu. Câu lạc bộ vẫn còn khả năng đoạt cú ăn bốn chưa từng có vào cuối tháng Tư, và chỉ thiếu một trận nữ là thi đấu số trận tối đa của một mùa giải 63 trận. Họ giành chức vô địch League Cup sau khi đánh bại Arsenal 2–1 trận trận chung kết cúp Anh cuối cùng trên sân Thiên niên kỷ, và đánh bại United 1–0 trong trận chung kết FA Cup đầu tiên trên sân Wembley mới; Chelsea cũng là đội cuối cùng trên sân Wembley cũ. Họ lọt vào bán kết Champions League, và một lần nữa bị loại bởi Liverpool, lần này là trên loạt sút luân lưu.

## Sau kỷ nguyên Mourinho (2007–2009)
Ngày 20 tháng 9 năm 2007, Mourinho rời Chelsea theo "thỏa thuận chung" sau một khởi đầu mùa giải không thành công và được cho là mâu thuẫn giữa Mourinho và Abramovich. Một thời gian ngắn sau, Avram Grant, người được bổ nhiệm là giám đốc bóng đá của Chelsea vào 8 tháng 7 năm 2007, được công bố là sẽ kế nhiệm Mourinho.
Mặc dù có những biến động về mặt huấn luyện và sự vắng mặt thường xuyên của các cầu thủ (tổng cộng, số thành viên trong đội không thể lựa chọn ra sân là 286 lần trong 62 trận), Chelsea vẫn đi trên đường chinh phục ba giải đấu khác nhau, một kỳ tích mà chỉ có hai câu lạc bộ của Anh giành được Liverpool mùa 1983–84 và Manchester United mùa 1998–99, nhưng cuối cùng thì lại về á quân ở cả ba đấu trường. Chelsea lần thứ ba vào chung kết League Cup trong bốn năm, nhưng bất ngờ lại để thua 2–1 trước đội tầm trung Tottenham tại Wembley. Chelsea nổi lên là đối thủ cạnh tranh với United tại giải quốc gia; chiến thắng 2–1 trước United tại Stamford Bridge vào tháng Tư giúp đội bóng cân bằng điểm số trên bảng xếp hạng. Đội tiếp tục bằng điểm cho tới vòng đấu cuối cùng của mùa giải, nhưng United có hiệu số bàn thắng vượt trội hơn; trận đấu cuối, Chelsea hòa 1–1 với Bolton Wanderers còn United đánh bại Wigan Athletic để giành chức vô địch.

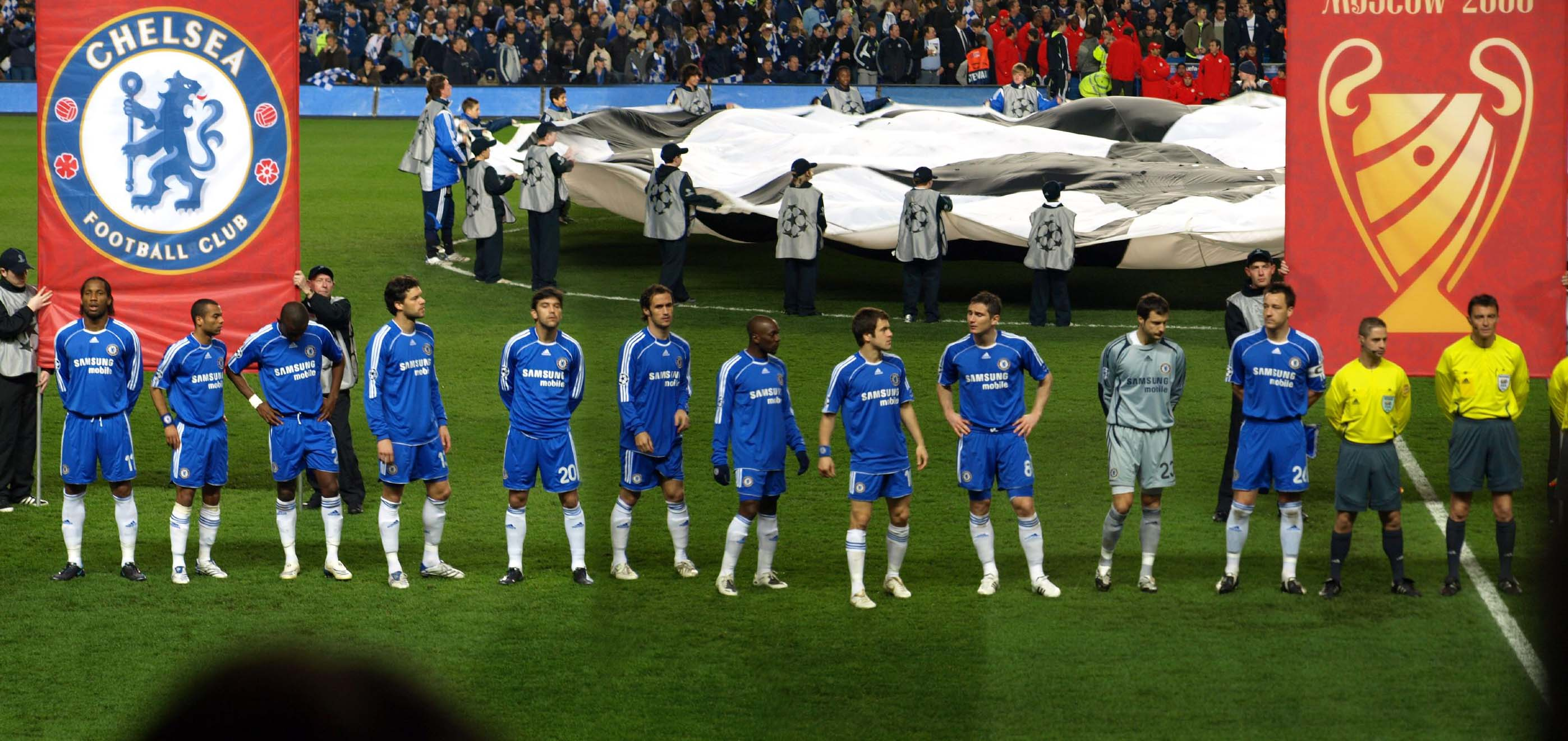
Champions League 2007–08

Grant cũng giúp đưa Chelsea vào trận bán kết thứ từ Champions League trong năm năm, và họ lại gặp Liverpool, nhưng lần này Chelsea là người giành chiến thắng với tổng tỉ số 4-3 sau hai lượt trận qua đó lọt vào chung kết lần đầu trong lịch sử. Đối thủ của họ là Manchester United, làm nên trận chung kết toàn Anh đầu tiên trong lịch sử. Trong trận đấu đó, Lampard ghi bàn cuối hiệp một để san bằng pha mở điểm của Cristiano Ronaldo, trận đấu kết thúc với tỉ số hòa 1-1, đưa trận chung kết đến loạt sút luân lưu, nơi John Terry và Nicolas Anelka đá hỏng giúp United vô địch.
Sau khi kết thúc mùa giải 2007–08, Chelsea trở thành câu lạc bộ có thứ hạng cao nhất theo hệ số năm năm của UEFA giúp Chelsea trở thành đội hạt giống tại Champions League mùa giải sau đó, một dấu hiệu của sự thống nhất về hoạt động của câu lạc bộ trong năm năm đầu tiên Roman Abramovich sở hữu đội bóng.
Grant bị sa thải khỏi cương vị huấn luyện viên Chelsea ba ngày sau đó. Thay thế Grant huấn luyện viên người Brazil Luiz Felipe Scolari, người dẫn dắt Brazil vô địch World Cup 2002 và Bồ Đào Nha giành á quân UEFA Euro 2004. Dù có khởi đầu tương sáng đầu mùa khi Chelsea đứng đầu trên bảng xếp hạng nhưng Scolari bị sa thải ngày 9 tháng 2 năm 2009 do "kết quả và phong độ đội bóng... xấu đi vào thời điểm then chốt của mùa giải", khi ấy Chelsea đang xếp thứ 4 tại Premier League. Huấn luyện viên đội tuyển quốc gia Nga Guus Hiddink được bổ nhiệm làm huấn luyện viên tạm quyền tới hết mùa giải. Dưới thời Hiddink, phong độ và thành tích được cải thiện; Chelsea chỉ để thua một trận trong phần còn lại của mùa giải, xếp thứ ba tại giải quốc gia và vào chung kết FA Cup.
Tại Champions League, chiến thắng 7–5 trước Liverpool sau hai lượt trận tại tứ kết, trong đó có trận hòa hùng hồn 4–4 tại Stamford Bridge, giúp Chelsea lọt vào một trận bán kết khác, gặp Barcelona. Sau trận hòa 0–0 ở lượt đi trên sân Camp Nou, Chelsea vươn lên dẫn trước trong trận lượt về của Michael Essien, nhưng trong một trận đấu gây tranh cãi, trong đó Chelsea đã phung phí nhiều cơ hội và đã nhiều yêu cầu phạt đền bị từ chối, bàn gỡ hòa phút bù giờ của Andrés Iniesta giúp Barcelona đi tiếp nhờ bàn thắng sân khách. Sau khi trận đấu kết thúc, Drogba tạo ra thêm những tranh cãi sau khi chửi trọng tài Tom Henning Øvrebø. Cuối cùng, nhờ các bàn thắng của Drogba và Lampard giúp Chelsea có thắng lợi 2–1 trước Everton tại chung kết FA Cup trên sân Wembley ngày 30 tháng 5, lần vô địch FA Cup thứ hai trong ba năm.

## Kỷ nguyên Ancelotti (2009–2011)

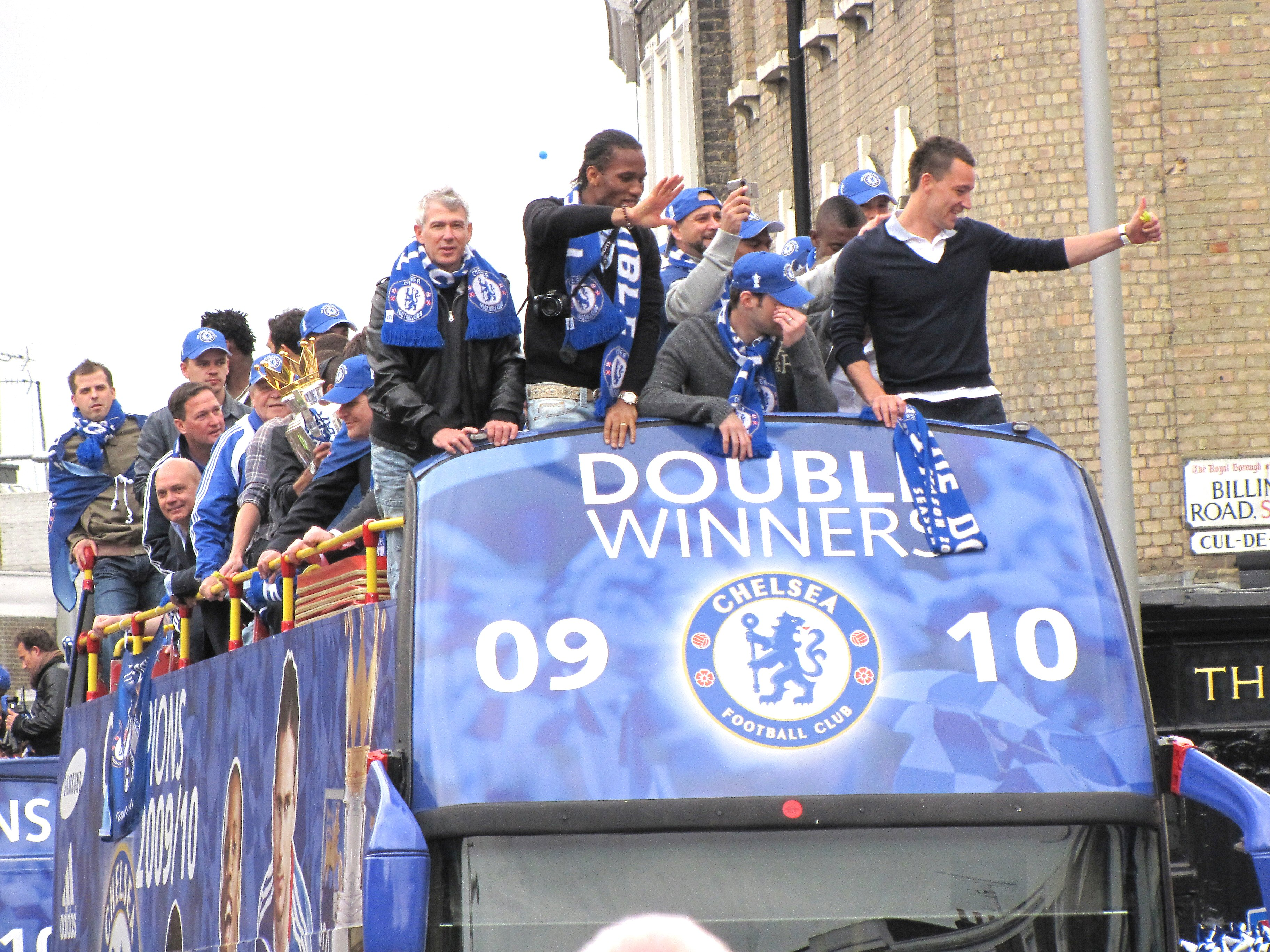
Chelsea FC diễu hành qua các khu phố của Fulham và Chelsea sau khi họ giành cú đúp danh hiệu quốc gia và cup, tháng 5 năm 2010

Cựu huấn luyện viên Milan Carlo Ancelotti được xác nhận sẽ kế nhiệm Hiddink vào ngày 1 tháng 6 năm 2009. Ông bắt đầu bằng chức vô địch World Football Challenge, trong chuyến du đấu Hoa Kỳ. Trận đấu chính thức đầu tiên của Ancelotti là khi Chelsea gặo Manchester United tại Community Shield. Trận đấu với kết quả hòa 2–2, và Chelsea giành chiến thắng 4–1 trên loạt sút luân lưu, chiến thắng đầu tiên của câu lạc bộ trên loạt sút luân lưu kể từ khi đánh bại Ipswich Town tại League Cup tháng 1 năm 1998.
Ngày 3 tháng 9 năm 2009, một án phạt hiếm gặp, Chelsea bị cấm ký hợp đồng với cầu thủ mới trong hai kỳ chuyển nhượng tiếp theo, vào tháng Giêng và mùa Hè 2010, sau khi ban giải quyết tranh chấp của FIFA đã phán quyết rằng cầu thủ chạy cánh người Pháp Gaël Kakuta đã vi phạm hợp đồng với câu lạc bộ Pháp Lens khi gia nhập Chelsea năm 2007, và rằng Chelsea đã khuyên anh phải làm vậy. Câu lạc bộ sau đó được xử trắng án bởi Tòa án trọng tài thể thao (CAS) và lệnh cấm chuyển nhượng được bãi bỏ.
Trong mùa giải Chelsea một vài lần tráo đổi vị trí dẫn đầu bảng xếp hạng với Manchester United, và sự nhảy vọt trong một thời gian ngắn của Arsenal, cuối cùng họ giành chức vô địch Premier League thứ ba trong sáu mùa giải với chiến thắng đậm đà 8–0 trên sân nhà trước Wigan trong vòng đấu cuối cùng của mùa giải. Chiến thắng nhờ Chelsea ghi được 103 bàn thắng tại giải quốc gia, cao nhất kể từ Tottenham Hotspur ghi được 111 bàn trong mùa giải 1962–63, và lần đầu tiên trong lịch sử Premier League có một câu lạc bộ ghi hơn 100 bàn một mùa. Một tuần sau, Chelsea giành được "cú đúp danh hiệu quốc gia và FA Cup" lần đầu trong lịch sử sau khi đánh bại Portsmouth 1–0 tại chung kết FA Cup, nhờ pha sút phạt của Didier Drogba, bàn thắng thứ bảy trong sáu trận chung kết cho Chelsea.
Chelsea bắt đầu mùa giải 2010–11 với trận thua Manchester United tại Community Shield. Mùa giải Premier League của Chelsea bắt đầu rất thuận lợi với sáu chiến thắng đầu màn, hai trận có tỉ số 6–0. Ngày 31 tháng 1, Chelsea có hai bản hợp đồng bom tấn trong ngày cuối cùng của kỳ chuyển nhượng tháng Giêng, David Luiz giá £21.3 triệu từ Benfica và kỷ lục chuyển nhượng bóng đá Anh £50 triệu cho tiền đạo Liverpool Fernando Torres. Hai chữ ký này không đủ giúp Chelsea cứu vãn một mùa giải trắng tay. Với kết quả ấy, Ancelotti bị sa thải khỏi cương bị huấn luyện một thời gian ngắn sau trận thua 1–0 trước Everton trong trận đấu cuối cùng của mùa giải.

## André Villas-Boas: Dự án (2011–12)
Ngày 22 tháng 6 năm 2011, André Villas-Boas được bổ nhiệm làm huấn luyện viên mới của Chelsea với bản hợp đồng ba năm có hiệu lực ngay lập tức. Ngày 14 tháng 8, Chelsea hòa 0–0 trong trận đấu đầu tiên của mùa giải Premier League 2011–12 trong chuyến làm khách tới Stoke City. Villas-Boas giành chiến thắng đầu tiên dưới cương vị huấn luyện viên trưởng Chelsea một tuần sau đó khi Blues đánh bại West Bromwich Albion 2–1. Ngày 22 tháng 8, Chelsea và Valencia đồng ý các điều khoản về việc chuyển nhượng tiền vệ chạy cánh quốc tế người Tây Ban Nha Juan Mata, với giá £23.5 triệu. Một tuần sau đó, một cầu thủ mới khác được ký hợp đồng là tiền vệ người Mexico Ulises Dávila, với bản hợp đồng năm năm. Trong ngày cuối cùng của kỳ chuyển nhượng, Raul Meireles gia nhập Blues từ Liverpool, trong khi đó Yossi Benayoun và Patrick van Aanholt được cho Arsenal và Wigan mượn tới hết mùa giải. Gaël Kakuta cũng gia nhập Bolton theo dạng cho mượn tới 1 tháng 1 năm 2012. Ngày 18 tháng 9, Chelsea đón nhận thất bại đầu tiên của mùa giải, thua 3–1 trước Manchester United tại Old Trafford.
Ngày 29 tháng 11 năm 2011, Chelsea bị loại khỏi League Cup ở vòng tứ kết bởi Liverpool, sau trận thua 2–0 tại Stamford Bridge. Trận thua thứ ba của Chelsea trong bốn trận đấu. Bốn ngày sau, Villas-Boas xác nhận việc Nicolas Anelka và Alex sẽ rời đi, cả hai đều được trao bản đề nghị chuyển nhượng. Thông báo được đưa ra sau trận đấu sân khách gặp Newcastle nơi Chelsea thắng 3–0, đưa họ trở lại với vị trí giành quyền tham dự Champions League. Ngày 6 tháng 12, Chelsea thắng trận đấu cuối cùng của vòng bảng Champions League với chiến thắng 3–0 trước Valencia, qua đó giành quyền vào vòng đấu loại trực tiếp. Racing Genk hòa 1–1 trong trận gặp Bayer Leverkusen điều đó có nghĩa Chelsea đứng đầu bảng E. Ngày 12 tháng 12, Chelsea khiến cho đội đứng đầu bảng xếp hạng Manchester City có trận thua đầu tiên của mùa giải, đến sau trận đấu nảy lửa nhờ bàn thắng của Raul Meireles và pha phạt đền muộn của Frank Lampard để lội ngược dòng dành chiến thắng. Ngày 21 tháng 2 năm 2012, Napoli đánh bại Chelsea 3–1 trong trận đấu lượt đi vòng 16 đội.

## Cú đúp vô địch châu Âu (2012–2013)
Ngày 4 tháng 3, sau trận thua 1–0 trước West Brom, André Villas-Boas bị sa thải khỏi cương vị huấn luyện viên Chelsea chỉ sau chín tháng cầm quyền; tỉ lệ thắng của ông là dưới 50%, điều chưa từng xảy ra với các huấn luyện viên của Chelsea dưới thời Abramovich. Vào thời điểm ông bị sa thải, đội bóng xếp thứ năm tại giải quốc gia và có nguy cơ bị loại khỏi Champions League sau trận thua 3–1 trên sân khách trước Napoli; rất nhiều cổ động viên ủng hộ quyết định này, với câu hát "Roman Abramovich, he sacks who he wants (Roman Abramovich, ông ấy sai thải người ông ấy muốn)" được hát lên trong trận đấu đầu tiên ông bị sa thải. Thông cáo của câu lạc bộ đưa ra kết luận rằng "không đủ tốt và không cho thấy dấu hiệu cải thiện vào thời điểm then chốt của mùa giải". Trợ lý huấn luyện viên đội một người Ý (và là cựu cầu thủ Chelsea) Roberto Di Matteo được bổ nhiệm là huấn luyện viên tạm quyền cho tới hết mùa giải. Trong trận đấu đầu tiên ông dẫn dắt, Chelsea đánh bại Birmingham City 2–0 để vào tứ kết FA Cup nhờ những bàn thắng ở hiệp hai của Juan Mata và Raul Meireles. Hai tuần sau, ngày 14 tháng 3, Chelsea đánh bại Napoli 4–1 trong trận lượt về vòng 1/16 Champions League, đảo ngược tỉ số 3–1 từ trận lượt đi. Do thất bại của Arsenal, Manchester United và Manchester City, chỉ còn Chelsea là đội bóng duy nhất của nước Anh tại châu Âu. Phong độ tốt dưới thời Di Matteo tiếp tục vào ngày 18 tháng 3 khi Chelsea tiếp tục hành trình tiến vào chung kết FA Cup sau khi đánh bại Leicester City 5–2 tại Stamford Bridge; trận đấu cũng là dấu mốc đặc biệt đối với Fernando Torres khi chấm dứt chuỗi 24 trận không ghi bàn.
Ngày 4 tháng 4, Chelsea lọt trận bán kết Champions League lần thứ sáu trong chín mùa giải gần nhất, khi đánh bại Benfica 3–1 sau hai lượt trận. Nơi họ đối đầu với đương kim vô địch Barcelona, là lần thứ sáu hai đội được bốc thăm gặp nhau tại giải đấu, và là lần thứ năm trong tám năm. Ngày 15 tháng tư, Chelsea có bán kết FA Cup thứ ba trong bốn mùa bằng việc đè bẹp đối thủ Tottenham 5–1 tại Wembley; Didier Drogba ghi bàn thắng đầu tiên để nới rộng kỷ lục đáng kinh ngạc của anh khi ghi bàn ở mọi trận đấu anh thi đấu tại đây (bảy lần vào thời điểm đó). Ba ngày sau, Chelsea đối mặt Barcelona tại Stamford Bridge trong một trận đấu lép vế nặng nề. Mặc dù Barcelona chiếm quyền kiểm soát bóng và có nhiều cơ hội tuyệt vời, Chelsea giành chiến thắng 1–0 để có được lợi thế. Trong trận đấu lượt về một tuần sau đó tại Camp Nou, Chelsea dường như bị loại khi bị dẫn 2–0 còn đội trưởng John Terry bị đuổi khỏi sân chỉ trong 45 phút đầu tiên. Tuy nhiên, trước khi hiệp một kết thúc pha lốp bóng của Ramires đưa Chelsea vươn lên vị trí thắng, đầu hiệp hai Lionel Messi trượt một quả phạt đền. Trong những khoảnh khắc hồi hộp nhất, Fernando Torres ghi bàn để giành một suất tại trận chung kết, giúp Chelsea có một chiến thắng 3-2 sau hai lượt trận "thật sự đáng chú ý".
Mặc dù thi đấu tốt tại các giải cúp, phong độ của Chelsea ở những trận còn lại tại Premier League khá bình thường, với những trận hòa với Tottenham và Arsenal và trận tha trên sân nhà trước Newcastle khiến Chelsea không còn cơ hội lọt vào top 4 tại giải quốc gia. Điều đó có nghĩa họ phải vô địch Champions League để giành được quyền thi đấu tại giải đấu mùa giải sau đó. Tại chung kết FA Cup, Chelsea gặp Liverpool. Chelsea là đội thi đấu tốt hơn trong một giờ thi đấu đầu tiên; Ramires đưa đội lên dẫn trước từ sớm, và trong hiệp hai Didier Drogba nâng đôi cách biệt. Mặc dù Liverpool có một pha ghi bàn của Andy Carroll, nhưng không đủ để cản Chelsea lần thứ 7 đăng quang tại FA Cup, ngoài ra cũng nhờ công lớn từ thủ môn Petr Čech, người có pha cứu thua của mùa giải chặn Andy Carroll gỡ hòa; đó là lần thứ tư Chelsea vô địch trong sáu mùa giải và trở thành câu lạc bộ có thành tích tốt nhất tại giải đấu kể từ sau Wanderers giành được năm chức vô địch trong bảy năm ở thế kỷ 19.
Tại trận chung kết UEFA Champions League, đối thủ của Chelsea là Bayern Munich. Do sự trùng hợp, trận đấu được diễn ra trên sân Allianz Arena, sân nhà của Bayern. Bayern vươn lên dẫn trước ở phút 83 nhờ công của Thomas Müller, nhưng chỉ năm phút sau Drogba đánh đầu san bằng tỉ số – đó là bàn thắng thứ chín trong chín trận chung kết cho Chelsea của anh – đưa trận đấu đến với hiệp phụ. Bayern được hưởng một quả phạt đền, nhưng cú sút của Arjen Robben bị cản phá bởi Petr Čech. Trận đấu kết thúc với tỉ số 1–1, khiến hai đội phải đến loạt sút luân lưu. Bayern dẫn trước 3–1 sau khi Juan Mata thực hiện không thành công, nhưng Čech sau đó đã cản phá được cú sút của Ivica Olić và Bastian Schweinsteiger, Drogba là người bước lên chấm đá phạt quyết định và giúp Chelsea giành danh hiệu Champions League lần đầu tiên trong lịch sử. Năm 2013, Liên đoàn thống kê và lịch sử bóng đá thế giới (IFFHS) xếp Chelsea là câu lạc bộ số một thế giới, thay cho Barcelona trên bảng xếp hạng thế giới.
Roberto Di Matteo sau đó trở thành huấn luyện viên dài hạn nhưng bị sa thải vào tháng 11 năm 2012 và được thay thế bởi Rafael Benítez, một lựa chọn không được ủng hộ bởi nhiều cổ động viên Chelsea do mối quan hệ giữa Benitez và Liverpool cũng như những bình luận dành cho câu lạc bộ ngày trước, ông đã nhận được "sự tiếp đón thù hằn ghê gớm" khi có trận đấu đầu tiên trên sân nhà, trận hòa 0–0 với Manchester City ngày 25 tháng 11 năm 2012. Nhiệm kỳ của Benítez chứng kiến những kết quả lẫn lộn; Chelsea để thua trận chung kết Club World Cup trước Corinthians và bị đánh bại ở tứ kết League Cup bởi Swansea City. Họ kết thúc ở vị trí thứ ba tại Premier League, giành quyền tham dự Champions League, và vô địch UEFA Europa League. Với những gì làm được Chelsea trở thành câu lạc bộ đầu tiên trong lịch sử giữ cả hai chức vô địch lớn của châu Âu trong cùng một thời gian và trở thành một trong bốn đội, và là câu lạc bộ duy nhất của Anh giành cả ba danh hiệu lớn của UEFA cấp câu lạc bộ.

## Mourinho nhiệm kỳ 2 (2013–2015)
Ngày 3 tháng 6 năm 2013, Chelsea thông báo bổ nhiệm José Mourinho lần thứ hai với bản hợp đồng bốn năm. Trong mùa giải đầu tiên, 2013–14, Chelsea trắng tay lần đầu tiên kể từ mùa giải 2010–11, nhưng Mourinho nói tằng đó là một mùa giải chuyển giao của câu lạc bộ. Trong mùa giải tiếp theo, Chelsea giành chức vô địch Premier League, với tám điểm nhiều hơn đội á quân Manchester City F.C. Mùa giải 2015–16, bắt đầu bằng một phong độ tệ hại của nhà vô địch Premier League, cùng với đó là "vụ lùm xùm" của Mourinho. Từ tháng 8 tới tháng 12, Chelsea chỉ thắng 5 trong số 19 trận, và tới ngày 17 tháng 12, Mourinho bị câu lạc bộ sa thải.

## Hậu Mourinho nhiệm kỳ hai (2015–nay)
Sau khi sa thải Mourinho, Guus Hiddink được mời về làm huấn luyện viên tạm quyền trong phần còn lại của mùa giải 2015–16. Đội bóng có được chuỗi 12 trận bất bại kể từ sau khi Mourinho bị sa thải, với sáu trận thắng và sáu trận hòa. Chuỗi trận kết thúc ngày 16 tháng 2 năm 2016 sau khi Chelsea để thua Paris Saint-Germain trong trận đấu lượt đi vòng 16 đội Champions League. Chelsea sau đó thua trong trận lượt về 2–1 trên sân nhà qua đó bị loại khỏi giải đấu vào ngày 9 tháng 3. Sau đó câu lạc bộ tiếp tục bị loại khỏi FA Cup ngày 12 tháng 3 sau trận thua 2–0 trước Everton. Thành tích tại giải quốc gia được cải thiện Chelsea từ vị trí thứ 16 với 1 điểm hơn nhóm xuống hạng đã leo lên vị trí thứ tám sau màn ngược dòng khó tin với tỉ số 1–2 trên sân khách trước Southampton.
Thành tích đội bóng bắt đầu đi xuống trận hòa 1–1 thất vọng trên sân nhà trước Stoke City, và 2–2 cũng trên sân nhà trước West Ham, kết quả là Chelsea tụt xuống vị trí thứ 10. Chelsea có chiến thắng 1–4 trên sân của AFC Bournemouth, với lần đầu Eden Hazard ghi bàn trong mùa giải tại giải quốc gia, và sau đó là màn ngược dòng từ tỉ số 0–2 trước đối thủ Tottenham, để có trận hòa 2–2, Hazard một lần nữa ghi bàn để dập tắt hy vọng vô địch của Tottenham tại giải Premier League. Chelsea hòa 1–1 trên sân của Liverpool và hòa 1-1 trên sân nhà trước Leicester City, Claudio Ranieri, cựu huấn luyện viên của Chelsea, đã được xếp hàng chào danh dự. Cựu huấn luyện viên Juventus và huấn luyện viên đương nhiệm của đội tuyển Italia khi đó Antonio Conte được xác nhận là huấn luyện viên trưởng của Chelsea vào tháng 3 năm 2016. Ông bắt đầu công việc của mùa giải 2016–17 sau khi Italia hoàn thành việc tham dự UEFA Euro 2016.

## Thành tích giải đấu
| Giải đấu                      | 1905–06                | 1906–07                | 1907–08                | 1908–09                | 1909–10                | 1910–11                | 1911–12                | 1912–13                | 1913–14                | 1914–15                | 1919–20                | 1920–21                | 1921–22                | 1922–23                | 1923–24                | 1924–25                | 1925–26                | 1926–27                | 1927–28                | 1928–29                | 1929–30                | 1930–31                | 1931–32                | 1932–33                | 1933–34                | 1934–35                | 1935–36                | 1936–37                | 1937–38                | 1938–39                | 1945–46                | 1946–47                | 1947–48                | 1948–49                | 1949–50                | 1950–51                | 1951–52                | 1952–53                | 1953–54                | 1954–55                | 1955–56                | 1956–57                | 1957–58                | 1958–59                | 1959–60                | 1960–61                | 1961–62                | 1962–63                | 1963–64                | 1964–65                | 1965–66                | 1966–67                | 1967–68                | 1968–69                | 1969–70                | 1970–71                | 1971–72                | 1972–73                | 1973–74                | 1974–75                | 1975–76                | 1976–77                | 1977–78                | 1978–79                | 1979–80                | 1980–81                | 1981–82                | 1982–83                | 1983–84                | 1984–85                | 1985–86       | 1986–87       | 1987–88       | 1988–89       | 1989–90       | 1990–91       | 1991–92       | 1992–93                | 1993–94                | 1994–95                | 1995–96                | 1996–97                | 1997–98                | 1998–99                | 1999-00                | 2000–01                | 2001–02                | 2002–03                | 2003–04                | 2004–05                | 2005–06                | 2006–07                | 2007–08                | 2008–09                | 2009–10                | 2010–11                | 2011–12                | 2012–13                | 2013–14                | 2014–15                | 2015-16                |                        |
| ----------------------------- | ---------------------- | ---------------------- | ---------------------- | ---------------------- | ---------------------- | ---------------------- | ---------------------- | ---------------------- | ---------------------- | ---------------------- | ---------------------- | ---------------------- | ---------------------- | ---------------------- | ---------------------- | ---------------------- | ---------------------- | ---------------------- | ---------------------- | ---------------------- | ---------------------- | ---------------------- | ---------------------- | ---------------------- | ---------------------- | ---------------------- | ---------------------- | ---------------------- | ---------------------- | ---------------------- | ---------------------- | ---------------------- | ---------------------- | ---------------------- | ---------------------- | ---------------------- | ---------------------- | ---------------------- | ---------------------- | ---------------------- | ---------------------- | ---------------------- | ---------------------- | ---------------------- | ---------------------- | ---------------------- | ---------------------- | ---------------------- | ---------------------- | ---------------------- | ---------------------- | ---------------------- | ---------------------- | ---------------------- | ---------------------- | ---------------------- | ---------------------- | ---------------------- | ---------------------- | ---------------------- | ---------------------- | ---------------------- | ---------------------- | ---------------------- | ---------------------- | ---------------------- | ---------------------- | ---------------------- | ---------------------- | ---------------------- | ------------- | ------------- | ------------- | ------------- | ------------- | ------------- | ------------- | ---------------------- | ---------------------- | ---------------------- | ---------------------- | ---------------------- | ---------------------- | ---------------------- | ---------------------- | ---------------------- | ---------------------- | ---------------------- | ---------------------- | ---------------------- | ---------------------- | ---------------------- | ---------------------- | ---------------------- | ---------------------- | ---------------------- | ---------------------- | ---------------------- | ---------------------- | ---------------------- | ---------------------- | ---------------------- |
| First Division/Premier League | A                      | A                      | 13th                   | 11th                   | 19th                   | A                      | A                      | 18th                   | 8th                    | 19th                   | 3rd                    | 18th                   | 9th                    | 19th                   | 21st                   | Không tham dự          | Không tham dự          | Không tham dự          | Không tham dự          | Không tham dự          | Không tham dự          | 12th                   | 12th                   | 18th                   | 19th                   | 12th                   | 8th                    | 13th                   | 10th                   | 20th                   | A                      | 15th                   | 18th                   | 13th                   | 13th                   | 20th                   | 19th                   | 19th                   | 8th                    | W                      | 16th                   | 13th                   | 11th                   | 14th                   | 18th                   | 12th                   | 22nd                   | A                      | 5th                    | 3rd                    | 5th                    | 9th                    | 6th                    | 5th                    | 3rd                    | 6th                    | 7th                    | 12th                   | 17th                   | 21st                   | DNP                    | DNP                    | 16th                   | 22nd                   | Không tham dự          | Không tham dự          | Không tham dự          | Không tham dự          | Không tham dự          | 6th                    | 6th           | 14th          | 18th          | A             | 5th           | 14th          | 14th          | 11th                   | 14th                   | 11th                   | 11th                   | 6th                    | 4th                    | 3rd                    | 5th                    | 6th                    | 6th                    | 4th                    | R/U                    | W                      | W                      | R/U                    | R/U                    | 3rd                    | W                      | R/U                    | 6th                    | 3rd                    | 3rd                    | W                      | 10th                   |                        |
| Division Two                  | 3rd                    | R/U                    | Không tham dự          | Không tham dự          | Không tham dự          | 3rd                    | R/U                    | Không tham dự          | Không tham dự          | Không tham dự          | Không tham dự          | Không tham dự          | Không tham dự          | Không tham dự          | Không tham dự          | 5th                    | 3rd                    | 4th                    | 3rd                    | 9th                    | R/U                    | Không tham dự          | Không tham dự          | Không tham dự          | Không tham dự          | Không tham dự          | Không tham dự          | Không tham dự          | Không tham dự          | Không tham dự          | Không tham dự          | Không tham dự          | Không tham dự          | Không tham dự          | Không tham dự          | Không tham dự          | Không tham dự          | Không tham dự          | Không tham dự          | Không tham dự          | Không tham dự          | Không tham dự          | Không tham dự          | Không tham dự          | Không tham dự          | Không tham dự          | Không tham dự          | R/U                    | Không tham dự          | Không tham dự          | Không tham dự          | Không tham dự          | Không tham dự          | Không tham dự          | Không tham dự          | Không tham dự          | Không tham dự          | Không tham dự          | Không tham dự          | Không tham dự          | 11th                   | R/U                    | DNP                    | DNP                    | 4th                    | 12th                   | 12th                   | 18th                   | W                      | Không tham dự          | Không tham dự | Không tham dự | Không tham dự | W             | Không tham dự | Không tham dự | Không tham dự | Không tham dự          | Không tham dự          | Không tham dự          | Không tham dự          | Không tham dự          | Không tham dự          | Không tham dự          | Không tham dự          | Không tham dự          | Không tham dự          | Không tham dự          | Không tham dự          | Không tham dự          | Không tham dự          | Không tham dự          | Không tham dự          | Không tham dự          | Không tham dự          | Không tham dự          | Không tham dự          | Không tham dự          | Không tham dự          | Không tham dự          | Không tham dự          | Không tham dự          |
| FA Cup                        | 3Q                     | R1                     | R2                     | R2                     | R2                     | SF                     | R2                     | R2                     | R1                     | R/U                    | SF                     | QF                     | R1                     | R2                     | R1                     | R1                     | R4                     | QF                     | R3                     | R5                     | R3                     | QF                     | SF                     | R3                     | R5                     | R3                     | R5                     | R4                     | R3                     | QF                     | R5                     | R4                     | R4                     | R5                     | SF                     | R5                     | SF                     | R5                     | R3                     | R5                     | R5                     | R4                     | R4                     | R4                     | R4                     | R3                     | R3                     | R5                     | R4                     | SF                     | SF                     | R/U                    | QF                     | QF                     | W                      | R4                     | R5                     | QF                     | R3                     | R4                     | R5                     | R3                     | R5                     | R3                     | R3                     | R3                     | QF                     | R4                     | R3                     | R4                     | R4            | R4            | R4            | R3            | R4            | R3            | QF            | R3                     | R/U                    | R4                     | SF                     | W                      | R3                     | QF                     | W                      | R5                     | R/U                    | QF                     | R5                     | R5                     | SF                     | W                      | QF                     | W                      | W                      | R4                     | W                      | SF                     | R5                     | R4                     | R6                     |                        |
| League Cup                    | Giải đấu không diễn ra | Giải đấu không diễn ra | Giải đấu không diễn ra | Giải đấu không diễn ra | Giải đấu không diễn ra | Giải đấu không diễn ra | Giải đấu không diễn ra | Giải đấu không diễn ra | Giải đấu không diễn ra | Giải đấu không diễn ra | Giải đấu không diễn ra | Giải đấu không diễn ra | Giải đấu không diễn ra | Giải đấu không diễn ra | Giải đấu không diễn ra | Giải đấu không diễn ra | Giải đấu không diễn ra | Giải đấu không diễn ra | Giải đấu không diễn ra | Giải đấu không diễn ra | Giải đấu không diễn ra | Giải đấu không diễn ra | Giải đấu không diễn ra | Giải đấu không diễn ra | Giải đấu không diễn ra | Giải đấu không diễn ra | Giải đấu không diễn ra | Giải đấu không diễn ra | Giải đấu không diễn ra | Giải đấu không diễn ra | Giải đấu không diễn ra | Giải đấu không diễn ra | Giải đấu không diễn ra | Giải đấu không diễn ra | Giải đấu không diễn ra | Giải đấu không diễn ra | Giải đấu không diễn ra | Giải đấu không diễn ra | Giải đấu không diễn ra | Giải đấu không diễn ra | Giải đấu không diễn ra | Giải đấu không diễn ra | Giải đấu không diễn ra | Giải đấu không diễn ra | Giải đấu không diễn ra | R4                     | A                      | A                      | R2                     | W                      | A                      | R3                     | R2                     | R3                     | R4                     | R4                     | R/U                    | SF                     | R2                     | R3                     | R2                     | R4                     | R2                     | R2                     | R2                     | R2                     | R3                     | R3                     | R3                     | SF                     | QF            | R3            | R2            | R2            | R2            | SF            | R2            | QF                     | R3                     | R3                     | R2                     | R3                     | W                      | QF                     | R3                     | R3                     | SF                     | QF                     | QF                     | W                      | R3                     | W                      | R/U                    | R4                     | QF                     | R3                     | QF                     | SF                     | QF                     | W                      | R4                     |                        |
| UEFA Champions League         | Giải đấu không diễn ra | Giải đấu không diễn ra | Giải đấu không diễn ra | Giải đấu không diễn ra | Giải đấu không diễn ra | Giải đấu không diễn ra | Giải đấu không diễn ra | Giải đấu không diễn ra | Giải đấu không diễn ra | Giải đấu không diễn ra | Giải đấu không diễn ra | Giải đấu không diễn ra | Giải đấu không diễn ra | Giải đấu không diễn ra | Giải đấu không diễn ra | Giải đấu không diễn ra | Giải đấu không diễn ra | Giải đấu không diễn ra | Giải đấu không diễn ra | Giải đấu không diễn ra | Giải đấu không diễn ra | Giải đấu không diễn ra | Giải đấu không diễn ra | Giải đấu không diễn ra | Giải đấu không diễn ra | Giải đấu không diễn ra | Giải đấu không diễn ra | Giải đấu không diễn ra | Giải đấu không diễn ra | Giải đấu không diễn ra | Giải đấu không diễn ra | Giải đấu không diễn ra | Giải đấu không diễn ra | Giải đấu không diễn ra | Giải đấu không diễn ra | Giải đấu không diễn ra | Giải đấu không diễn ra | Giải đấu không diễn ra | Giải đấu không diễn ra | Giải đấu không diễn ra | Không tham dự          | Không tham dự          | Không tham dự          | Không tham dự          | Không tham dự          | Không tham dự          | Không tham dự          | Không tham dự          | Không tham dự          | Không tham dự          | Không tham dự          | Không tham dự          | Không tham dự          | Không tham dự          | Không tham dự          | Không tham dự          | Không tham dự          | Không tham dự          | Không tham dự          | Không tham dự          | Không tham dự          | Không tham dự          | Không tham dự          | Không tham dự          | Không tham dự          | Không tham dự          | Không tham dự          | Không tham dự          | Không tham dự          | Không tham dự          | Không tham dự | Không tham dự | Không tham dự | Không tham dự | Không tham dự | Không tham dự | Không tham dự | Không tham dự          | Không tham dự          | Không tham dự          | Không tham dự          | Không tham dự          | Không tham dự          | Không tham dự          | QF                     | Không tham dự          | Không tham dự          | Không tham dự          | SF                     | SF                     | R2                     | SF                     | R/U                    | SF                     | R2                     | QF                     | W                      | GS                     | SF                     | R2                     | R2                     |                        |
| UEFA Cup Winners' Cup         | Giải đấu không diễn ra | Giải đấu không diễn ra | Giải đấu không diễn ra | Giải đấu không diễn ra | Giải đấu không diễn ra | Giải đấu không diễn ra | Giải đấu không diễn ra | Giải đấu không diễn ra | Giải đấu không diễn ra | Giải đấu không diễn ra | Giải đấu không diễn ra | Giải đấu không diễn ra | Giải đấu không diễn ra | Giải đấu không diễn ra | Giải đấu không diễn ra | Giải đấu không diễn ra | Giải đấu không diễn ra | Giải đấu không diễn ra | Giải đấu không diễn ra | Giải đấu không diễn ra | Giải đấu không diễn ra | Giải đấu không diễn ra | Giải đấu không diễn ra | Giải đấu không diễn ra | Giải đấu không diễn ra | Giải đấu không diễn ra | Giải đấu không diễn ra | Giải đấu không diễn ra | Giải đấu không diễn ra | Giải đấu không diễn ra | Giải đấu không diễn ra | Giải đấu không diễn ra | Giải đấu không diễn ra | Giải đấu không diễn ra | Giải đấu không diễn ra | Giải đấu không diễn ra | Giải đấu không diễn ra | Giải đấu không diễn ra | Giải đấu không diễn ra | Giải đấu không diễn ra | Giải đấu không diễn ra | Giải đấu không diễn ra | Giải đấu không diễn ra | Giải đấu không diễn ra | Giải đấu không diễn ra | Không tham dự          | Không tham dự          | Không tham dự          | Không tham dự          | Không tham dự          | Không tham dự          | Không tham dự          | Không tham dự          | Không tham dự          | Không tham dự          | W                      | R2                     | Không tham dự          | Không tham dự          | Không tham dự          | Không tham dự          | Không tham dự          | Không tham dự          | Không tham dự          | Không tham dự          | Không tham dự          | Không tham dự          | Không tham dự          | Không tham dự          | Không tham dự          | Không tham dự | Không tham dự | Không tham dự | Không tham dự | Không tham dự | Không tham dự | Không tham dự | Không tham dự          | Không tham dự          | Không tham dự          | Không tham dự          | SF                     | A                      | A                      | W                      | SF                     | Giải đấu không diễn ra | Giải đấu không diễn ra | Giải đấu không diễn ra | Giải đấu không diễn ra | Giải đấu không diễn ra | Giải đấu không diễn ra | Giải đấu không diễn ra | Giải đấu không diễn ra | Giải đấu không diễn ra | Giải đấu không diễn ra | Giải đấu không diễn ra | Giải đấu không diễn ra | Giải đấu không diễn ra | Giải đấu không diễn ra | Giải đấu không diễn ra |                        |
| UEFA Cup/Europa League        | Giải đấu không diễn ra | Giải đấu không diễn ra | Giải đấu không diễn ra | Giải đấu không diễn ra | Giải đấu không diễn ra | Giải đấu không diễn ra | Giải đấu không diễn ra | Giải đấu không diễn ra | Giải đấu không diễn ra | Giải đấu không diễn ra | Giải đấu không diễn ra | Giải đấu không diễn ra | Giải đấu không diễn ra | Giải đấu không diễn ra | Giải đấu không diễn ra | Giải đấu không diễn ra | Giải đấu không diễn ra | Giải đấu không diễn ra | Giải đấu không diễn ra | Giải đấu không diễn ra | Giải đấu không diễn ra | Giải đấu không diễn ra | Giải đấu không diễn ra | Giải đấu không diễn ra | Giải đấu không diễn ra | Giải đấu không diễn ra | Giải đấu không diễn ra | Giải đấu không diễn ra | Giải đấu không diễn ra | Giải đấu không diễn ra | Giải đấu không diễn ra | Giải đấu không diễn ra | Giải đấu không diễn ra | Giải đấu không diễn ra | Giải đấu không diễn ra | Giải đấu không diễn ra | Giải đấu không diễn ra | Giải đấu không diễn ra | Giải đấu không diễn ra | Giải đấu không diễn ra | Giải đấu không diễn ra | Giải đấu không diễn ra | Giải đấu không diễn ra | QF                     | Không tham dự          | Không tham dự          | Không tham dự          | Không tham dự          | Không tham dự          | Không tham dự          | Không tham dự          | SF                     | A                      | A                      | R2                     | Không tham dự          | Không tham dự          | Không tham dự          | Không tham dự          | Không tham dự          | Không tham dự          | Không tham dự          | Không tham dự          | Không tham dự          | Không tham dự          | Không tham dự          | Không tham dự          | Không tham dự          | Không tham dự          | Không tham dự          | Không tham dự | Không tham dự | Không tham dự | Không tham dự | Không tham dự | Không tham dự | Không tham dự | Không tham dự          | Không tham dự          | Không tham dự          | Không tham dự          | Không tham dự          | Không tham dự          | Không tham dự          | Không tham dự          | R1                     | R2                     | R1                     | Không tham dự          | Không tham dự          | Không tham dự          | Không tham dự          | Không tham dự          | Không tham dự          | Không tham dự          | Không tham dự          | Không tham dự          | W                      | DNP                    | DNP                    | DNP                    |                        |
| Community Shield              | Không tham dự          | Không tham dự          | Không tham dự          | Không tham dự          | Không tham dự          | Không tham dự          | Không tham dự          | Không tham dự          | Không tham dự          | Không tham dự          | Không tham dự          | Không tham dự          | Không tham dự          | Không tham dự          | Không tham dự          | Không tham dự          | Không tham dự          | Không tham dự          | Không tham dự          | Không tham dự          | Không tham dự          | Không tham dự          | Không tham dự          | Không tham dự          | Không tham dự          | Không tham dự          | Không tham dự          | Không tham dự          | Không tham dự          | Không tham dự          | Không tham dự          | Không tham dự          | Không tham dự          | Không tham dự          | Không tham dự          | Không tham dự          | Không tham dự          | Không tham dự          | Không tham dự          | Không tham dự          | W                      | Không tham dự          | Không tham dự          | Không tham dự          | Không tham dự          | Không tham dự          | Không tham dự          | Không tham dự          | Không tham dự          | Không tham dự          | Không tham dự          | Không tham dự          | Không tham dự          | Không tham dự          | Không tham dự          | R/U                    | Không tham dự          | Không tham dự          | Không tham dự          | Không tham dự          | Không tham dự          | Không tham dự          | Không tham dự          | Không tham dự          | Không tham dự          | Không tham dự          | Không tham dự          | Không tham dự          | Không tham dự          | Không tham dự          | Không tham dự | Không tham dự | Không tham dự | Không tham dự | Không tham dự | Không tham dự | Không tham dự | Không tham dự          | Không tham dự          | Không tham dự          | Không tham dự          | Không tham dự          | R/U                    | A                      | A                      | W                      | Không tham dự          | Không tham dự          | Không tham dự          | Không tham dự          | W                      | R/U                    | R/U                    | A                      | W                      | R/U                    | A                      | R/U                    | DNP                    | DNP                    | R/U                    |                        |
| UEFA Super Cup                | Giải đấu không diễn ra | Giải đấu không diễn ra | Giải đấu không diễn ra | Giải đấu không diễn ra | Giải đấu không diễn ra | Giải đấu không diễn ra | Giải đấu không diễn ra | Giải đấu không diễn ra | Giải đấu không diễn ra | Giải đấu không diễn ra | Giải đấu không diễn ra | Giải đấu không diễn ra | Giải đấu không diễn ra | Giải đấu không diễn ra | Giải đấu không diễn ra | Giải đấu không diễn ra | Giải đấu không diễn ra | Giải đấu không diễn ra | Giải đấu không diễn ra | Giải đấu không diễn ra | Giải đấu không diễn ra | Giải đấu không diễn ra | Giải đấu không diễn ra | Giải đấu không diễn ra | Giải đấu không diễn ra | Giải đấu không diễn ra | Giải đấu không diễn ra | Giải đấu không diễn ra | Giải đấu không diễn ra | Giải đấu không diễn ra | Giải đấu không diễn ra | Giải đấu không diễn ra | Giải đấu không diễn ra | Giải đấu không diễn ra | Giải đấu không diễn ra | Giải đấu không diễn ra | Giải đấu không diễn ra | Giải đấu không diễn ra | Giải đấu không diễn ra | Giải đấu không diễn ra | Giải đấu không diễn ra | Giải đấu không diễn ra | Giải đấu không diễn ra | Giải đấu không diễn ra | Giải đấu không diễn ra | Giải đấu không diễn ra | Giải đấu không diễn ra | Giải đấu không diễn ra | Giải đấu không diễn ra | Giải đấu không diễn ra | Giải đấu không diễn ra | Giải đấu không diễn ra | Giải đấu không diễn ra | Giải đấu không diễn ra | Giải đấu không diễn ra | Giải đấu không diễn ra | Không tham dự          | Không tham dự          | Không tham dự          | Không tham dự          | Không tham dự          | Không tham dự          | Không tham dự          | Không tham dự          | Không tham dự          | Không tham dự          | Không tham dự          | Không tham dự          | Không tham dự          | Không tham dự          | Không tham dự | Không tham dự | Không tham dự | Không tham dự | Không tham dự | Không tham dự | Không tham dự | Không tham dự          | Không tham dự          | Không tham dự          | Không tham dự          | Không tham dự          | Không tham dự          | W                      | Không tham dự          | Không tham dự          | Không tham dự          | Không tham dự          | Không tham dự          | Không tham dự          | Không tham dự          | Không tham dự          | Không tham dự          | Không tham dự          | Không tham dự          | Không tham dự          | Không tham dự          | R/U                    | R/U                    | DNP                    | DNP                    |                        |
| Full Members Cup              | Giải đấu không diễn ra | Giải đấu không diễn ra | Giải đấu không diễn ra | Giải đấu không diễn ra | Giải đấu không diễn ra | Giải đấu không diễn ra | Giải đấu không diễn ra | Giải đấu không diễn ra | Giải đấu không diễn ra | Giải đấu không diễn ra | Giải đấu không diễn ra | Giải đấu không diễn ra | Giải đấu không diễn ra | Giải đấu không diễn ra | Giải đấu không diễn ra | Giải đấu không diễn ra | Giải đấu không diễn ra | Giải đấu không diễn ra | Giải đấu không diễn ra | Giải đấu không diễn ra | Giải đấu không diễn ra | Giải đấu không diễn ra | Giải đấu không diễn ra | Giải đấu không diễn ra | Giải đấu không diễn ra | Giải đấu không diễn ra | Giải đấu không diễn ra | Giải đấu không diễn ra | Giải đấu không diễn ra | Giải đấu không diễn ra | Giải đấu không diễn ra | Giải đấu không diễn ra | Giải đấu không diễn ra | Giải đấu không diễn ra | Giải đấu không diễn ra | Giải đấu không diễn ra | Giải đấu không diễn ra | Giải đấu không diễn ra | Giải đấu không diễn ra | Giải đấu không diễn ra | Giải đấu không diễn ra | Giải đấu không diễn ra | Giải đấu không diễn ra | Giải đấu không diễn ra | Giải đấu không diễn ra | Giải đấu không diễn ra | Giải đấu không diễn ra | Giải đấu không diễn ra | Giải đấu không diễn ra | Giải đấu không diễn ra | Giải đấu không diễn ra | Giải đấu không diễn ra | Giải đấu không diễn ra | Giải đấu không diễn ra | Giải đấu không diễn ra | Giải đấu không diễn ra | Giải đấu không diễn ra | Giải đấu không diễn ra | Giải đấu không diễn ra | Giải đấu không diễn ra | Giải đấu không diễn ra | Giải đấu không diễn ra | Giải đấu không diễn ra | Giải đấu không diễn ra | Giải đấu không diễn ra | Giải đấu không diễn ra | Giải đấu không diễn ra | Giải đấu không diễn ra | Giải đấu không diễn ra | Giải đấu không diễn ra | W             | R4            | R3            | R3            | W             | R3            | SF            | Giải đấu không diễn ra | Giải đấu không diễn ra | Giải đấu không diễn ra | Giải đấu không diễn ra | Giải đấu không diễn ra | Giải đấu không diễn ra | Giải đấu không diễn ra | Giải đấu không diễn ra | Giải đấu không diễn ra | Giải đấu không diễn ra | Giải đấu không diễn ra | Giải đấu không diễn ra | Giải đấu không diễn ra | Giải đấu không diễn ra | Giải đấu không diễn ra | Giải đấu không diễn ra | Giải đấu không diễn ra | Giải đấu không diễn ra | Giải đấu không diễn ra | Giải đấu không diễn ra | Giải đấu không diễn ra | Giải đấu không diễn ra | Giải đấu không diễn ra | Giải đấu không diễn ra | Giải đấu không diễn ra |